# Liste der Biografien/Vol
Liste der Biografien |
Portal Biografien |
Personensuche
# |
A |
B |
C |
D |
E |
F |
G |
H |
I |
J |
K |
L |
M |
N |
O |
P |
Q |
R |
S |
T |
U |
V |
W |
X |
Y |
Z |
?
 
Va |
Vd |
Ve |
Vh |
Vi |
Vj |
Vl |
Vn |
Vo |
Vr |
Vs |
Vt |
Vu |
Vy
 
Voa |
Vob |
Voc |
Vod |
Voe |
Vof |
Vog |
Voh |
Voi |
Voj |
Vok |
Vol |
Vom |
Von |
Voo |
Vop |
Vor |
Vos |
Vot |
Vou |
Vov |
Vow |
Vox |
Voy |
Voz
Die Liste der Biografien führt alle Personen auf, die in der deutschsprachigen Wikipedia einen Artikel haben. Dieses ist eine Teilliste mit 1078 Einträgen von Personen, deren Namen mit den Buchstaben „Vol“ beginnt.

## Vol
- Vol, Raphael de (* 1982), deutscher Basketballspieler

### Vola
- Vola, Louis (1902–1990), französischer Jazzmusiker
- Vola, Noemi (* 1993), italienische Kinderbuchautorin und Illustratorin
- Volahn, US-amerikanischer Musiker
- Volaire, Pierre-Jacques (1729–1799), französischer Landschaftsmaler
- Volaj, Altin (* 1974), albanischer Komponist und Musikpädagoge
- Volak, Jaroslav (* 1915), österreichischer Feldhandballspieler
- Volanakis, Konstantinos (1837–1907), griechischer Maler
- Voland, Angelika (* 1943), deutsche Politikerin (SPD), MdL
- Voland, Bernd (* 1939), deutscher Mineraloge, Professor für Geochemie
- Voland, Eckart (* 1949), deutscher Soziobiologe, Professor für Philosophie der Biowissenschaften
- Volandri, Filippo (* 1981), italienischer Tennisspieler
- Volanis, Antonis (* 1948), griechischer Industriedesigner
- Volanis, Sotis (* 1971), griechischer Sänger
- Volans, Kevin (* 1949), irischer Komponist südafrikanischer Herkunft
- Volante, Umberto (1925–2016), italienischer Bildhauer, Lehrer und Reisender
- Volanti, Gabriela (* 1969), deutsche Malerin und Grafikerin sizilianischer Abstammung
- Volanus, Andreas († 1610), polnisch-litauischer Schriftsteller, Übersetzer, Publizist, Polemiker und protestantischer Theologe der Renaissance, Anführer der litauischen Calvinisten und königlicher Sekretär
- Volavšek, Ema (* 2002), slowenische Nordische Kombiniererin

### Volb
- Volbach, Fritz (1861–1940), deutscher Dirigent, Komponist, Musikwissenschaftler und Hochschullehrer
- Volbach, Walther R. (1897–1996), deutsch-US-amerikanischer Theaterregisseur, Theaterpädagoge und Theaterwissenschaftler
- Volbach, Wolfgang Fritz (1892–1988), deutscher Kunsthistoriker
- Volbeding, Ursula (1947–1982), deutsche Opernsängerin (Sopran)
- Volbehr, Friedrich (1819–1888), deutscher Landeshistoriker und Zeitungsredakteur
- Volbehr, Theodor (1862–1931), deutscher Kunsthistoriker und Museumsdirektor
- Volbehr, Walter (1904–1983), niederdeutscher Unterhaltungsschriftsteller
- Volberg, Alexander (* 1956), russisch-US-amerikanischer Mathematiker
- Volberg, Hans-Erwin (1940–2021), deutscher Fußballspieler
- Volbers, Max (* 1994), deutscher Blockflötist, Cembalist und Ensembleleiter
- Volbert, Renate (* 1957), deutsche Psychologin und Hochschullehrerin
- Volborth, Alexander Hubert von (1885–1973), deutsch-russischer Landschaftsmaler, Grafiker und Illustrator
- Volborth, Carl Alexander von (1919–2009), deutschamerikanischer Heraldiker
- Volborth, Johann Friedrich August (1768–1840), Theologe
- Volborth, Johann Karl (1748–1796), deutscher lutherischer Theologe
- Volbracht, Christian (* 1945), deutscher Journalist und Autor
- Volbrecht, Lars (* 1979), deutscher Koch

### Volc
- Volc-Platzer, Beatrix (* 1954), österreichische Dermatologin und Humangenetikerin
- Volcacius Tullus, Lucius, römischer Politiker, Konsul 66 v. Chr.
- Volcani, Benjamin Elazari (1915–1999), israelischer Mikrobiologe
- Volcano, Del LaGrace (* 1957), US-amerikanischer Fotograf, Performancekünstler und Aktivist (nichtbinär)
- Volcic, Bernd (* 1976), österreichischer Basketballspieler
- Volčiok, Vladimiras (* 1963), litauischer Verwaltungsjurist und Politiker, Mitglied des Seimas
- Volck, Adalbert J. (1828–1912), deutsch-amerikanischer Zahnarzt, Maler und Karikaturist
- Volck, Friedrich (1832–1891), deutschamerikanischer Bildhauer
- Volck, Herbert (1894–1944), deutscher Schriftsteller
- Volck, Wilhelm (1835–1904), deutscher Theologe und Hochschullehrer
- Volckamer von Kirchensittenbach, Friedrich Jobst (1894–1989), deutscher General der Gebirgstruppe im Zweiten Weltkrieg
- Volckamer von Kirchensittenbach, Richard (1857–1892), deutscher Kolonialbeamter
- Volckart, Bernd (1933–2006), deutscher Richter und Kriminalwissenschaftler
- Volckart, Oliver (* 1964), deutscher Wirtschaftshistoriker
- Völckel, Erdmann junior (1850–1945), deutscher Parlamentarier und Gutsbesitzer im Fürstentum Reuß älterer Linie
- Völckel, Erdmann senior (1816–1892), deutscher Parlamentarier und Gutsbesitzer im Fürstentum Reuß älterer Linie
- Völcker, August (1800–1883), deutscher Richter und Politiker
- Völcker, Gottfried Wilhelm (1775–1849), deutscher Blumenmaler
- Völcker, Hans (1865–1944), deutscher Maler
- Völcker, Johann Caspar von (1655–1730), deutscher Ingenieur, Architekt, Braunschweiger Festungsbaudirektor und Generalmajor
- Völcker, Karl (1864–1928), deutscher Bahnbeamter, Präsident der Reichsbahndirektion München
- Völcker, Karl Heinrich Wilhelm (1798–1841), deutscher Klassischer Philologe und Gymnasiallehrer
- Volcker, Paul (1927–2019), US-amerikanischer Wirtschaftswissenschaftler, Chairman des Federal Reserve SystemPaul Volcker (1927–2019)

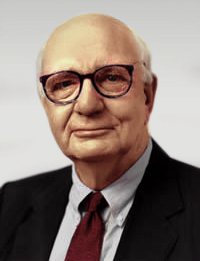
Paul Volcker (1927–2019)

- Völcker, Tine Rahel (* 1979), deutsche Schriftstellerin
- Völckers, Albert (1813–1891), deutscher Rechtsanwalt und Politiker
- Völckers, Armin (* 1963), deutscher Maler und Filmemacher
- Völckers, Carl (1836–1914), deutscher Ophthalmologe
- Völckers, Carl (1886–1970), deutscher Jurist
- Völckers, Friedrich Carl (1770–1866), deutscher Arzt und Großherzoglich Oldenburgischer Hofrat
- Völckers, Hans Hermann (1886–1977), deutscher Diplomat und Ministerialbeamter, Gesandter in Madrid und Havanna
- Völckers, Hortensia (* 1957), deutsche Kuratorin und KulturmanagerinHortensia Völckers (* 1957)

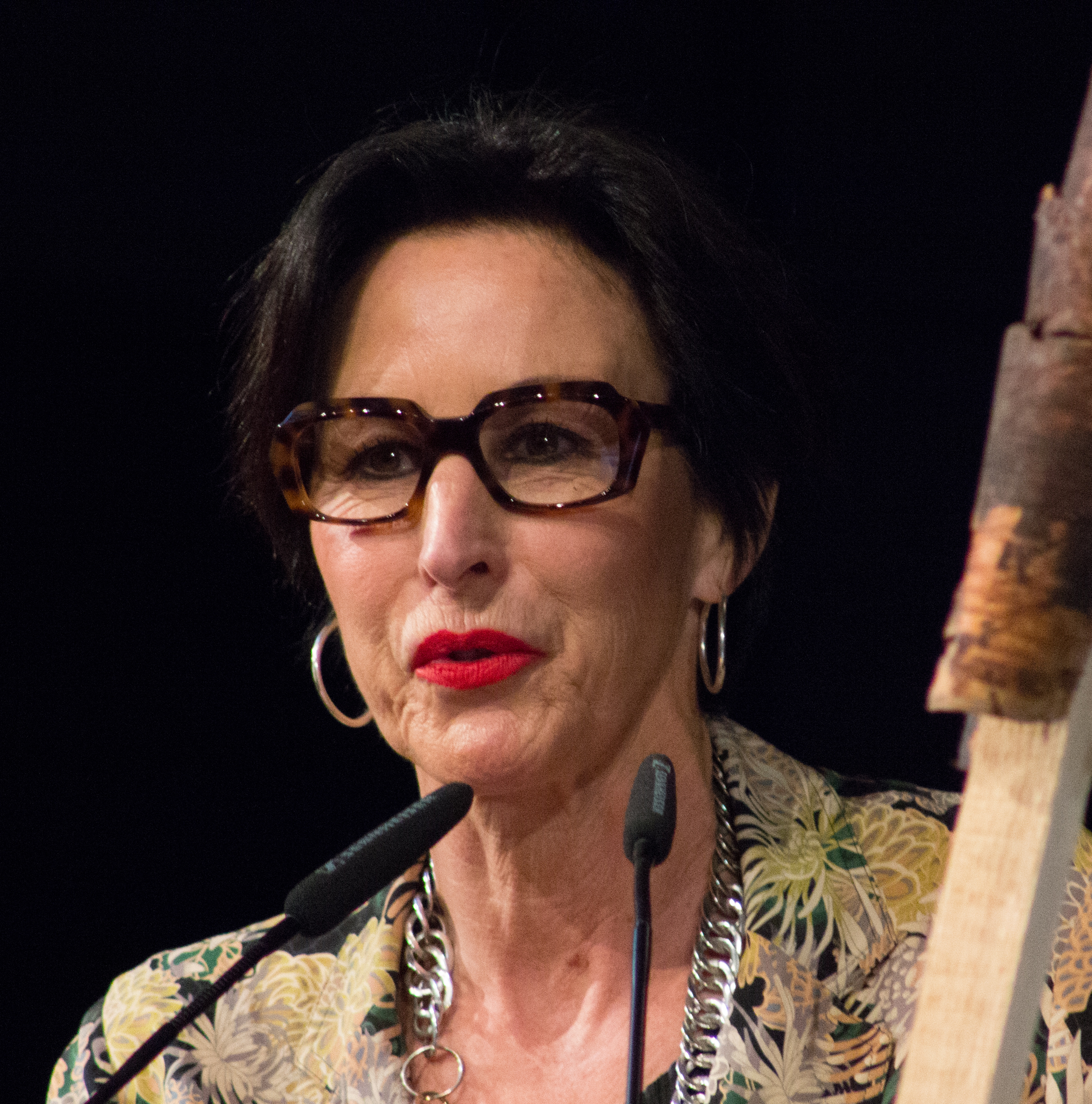
Hortensia Völckers (* 1957)

- Völckers, Johannes, deutscher Fußballspieler
- Völckers, Jürgen (1913–1990), deutscher Dirigent, Pianist und Musikwissenschaftler
- Völckers, Ludwig (1802–1849), oldenburgischer Politiker
- Völckers, Paul (1891–1946), deutscher Offizier, zuletzt General der Infanterie im Zweiten Weltkrieg
- Völckers, Tommy (1941–2012), deutsche Theaterschauspielerin
- Volckhausen, Carl (1822–1899), deutscher Lehrer, Journalist und Schriftsteller
- Volckheim, Ernst (1898–1962), deutscher Offizier und Militärtheoretiker
- Volckland, Franciscus (1696–1779), deutscher Orgelbauer des thüringischen Barock
- Volckmar, Friedrich (1799–1876), deutscher Unternehmer
- Volckmar, Johann (1660–1715), deutscher evangelisch-lutherischer Geistlicher, Hauptpastor an St
- Volckmar, Theophil Andreas († 1768), deutscher Organist und Komponist
- Volckmar, Wilhelm (1812–1887), deutscher Komponist und Organist
- Volckmer, Katharina (* 1987), deutsch-britische Schriftstellerin
- Volckmer, Tobias junior (1586–1659), Goldschmied, Mathematiker, Geodät
- Volckmer, Tobias senior († 1629), deutscher Goldschmied, Kupferstecher, Mathematiker und Geodät
- Völckner, Christoph (1622–1698), Pfarrer in Freiroda bei Leipzig
- Völckner, Franziska (* 1977), deutsche Wirtschaftswissenschaftlerin
- Volcler, Jean-Baptiste (* 1760), französischer Priester und Ankläger

### Vold
- Vold, Jan Erik (* 1939), norwegischer Lyriker, Übersetzer, Literaturvermittler und Musiker
- Vold, Marjorie J. (1913–1991), US-amerikanische Chemikerin
- Vold, Svein Erik (* 1985), norwegischer Radrennfahrer
- Voldán, Bedřich (1892–1978), tschechischer Komponist, Geiger und Musikpädagoge
- Voldemaras, Augustinas (1883–1942), litauischer Politiker
- Volden, Brit (* 1960), norwegische Orientierungsläuferin
- Volden, Lars (* 1992), norwegischer Eishockeytorwart
- Volder, Burchard de (1643–1709), niederländischer Philosoph, Mediziner, Physiker, Astronom und Mathematiker
- Völderndorff und Waradein, Eduard von (1783–1847), bairischer Generalmajor und Militärschriftsteller
- Völderndorff und Waradein, Otto von (1825–1899), deutscher Jurist, Schriftsteller und Fachautor
- Volders, Jos (* 1949), belgischer Fußballspieler
- Volding, Katie (* 1989), US-amerikanische Schauspielerin
- Voldstedlund, Merete (* 1946), dänische Schauspielerin

### Vole
- Volek, David (* 1966), tschechischer Eishockeyspieler
- Volek, Jan († 1351), Bischof von Olmütz
- Volek, Miki (1943–1996), tschechischer Rockmusiker
- Volek, Tomislav (* 1931), tschechischer Musikwissenschaftler
- Voleková, Gabriela (* 1981), slowakische Tennisspielerin
- Volenspit, Gottschalk, Domherr in Münster
- Volentics, Miroslav (* 1985), slowakischer Handballspieler
- Volery, Stefan (* 1961), Schweizer Schwimmer
- Volešák, Ladislav (* 1984), tschechischer Fußballspieler
- Volesky, Gary J. (* 1961), US-amerikanischer Offizier, Generalleutnant der US-Army

### Volf
- Volf, Dominik (* 1999), österreichischer Fußballspieler
- Volf, Ivan (* 2006), kroatisch-deutscher Basketballspieler
- Volf, Jaroslav (* 1979), tschechischer Kanute
- Volf, Josef (* 1939), tschechoslowakischer Radrennfahrer
- Volf, Miloš (1924–2012), tschechischer Freiheitskämpfer und NS-Opfer
- Volf, Miroslav (* 1956), kroatischer evangelikaler Theologe und Hochschullehrer für Systematische Theologie in Yale
- Volfa, Estere (* 2005), lettische Skilangläuferin und Biathletin
- Volfer, Branimir (1924–2021), kroatischer Basketballtrainer
- Volfson, Helen (* 1989), israelische Langstreckenläuferin

### Volg
- Völger, Bernhard (* 1961), deutscher Synchronsprecher, Dialogbuchautor und Dialogregisseur
- Volger, Bruno (* 1875), deutscher Verlagsbuchhändler
- Volger, Christiane (1917–2008), deutsche Forstwissenschaftlerin
- Volger, Eberhard K. (* 1943), deutscher Kardiologe
- Völger, Gisela (* 1937), deutsche Ethnologin, Direktorin des Rautenstrauch-Joest-Museums für Völkerkunde
- Volger, Norman (* 1978), deutscher Politiker (Bündnis 90/Die Grünen)
- Volger, Otto (1822–1897), deutscher Naturwissenschaftler, Geologe, Mineraloge und Politiker
- Volger, Otto Heinrich (1676–1725), Bürgermeister von Hannover
- Völger, Till (* 1987), deutscher Synchronsprecher
- Völger, Werner (1908–1987), deutscher Regisseur, Drehbuchautor, Produzent und Schauspieler
- Volger, Wilhelm Friedrich (1794–1879), deutscher Pädagoge, Schulleiter und Historiker
- Völger, Will (1893–1968), deutscher evangelischer Theologe und Sozialethiker
- Volgger, David (* 1965), österreichischer Ordensgeistlicher und Theologe
- Volgger, Ewald (* 1961), italienischer Ordensgeistlicher, Theologe, Professor an der Katholisch-Theologischen Privatuniversität in Linz
- Volgger, Friedl (1914–1997), italienischer Widerstandskämpfer, Journalist und Politiker (Südtirol), Mitglied der Camera dei deputati
- Volgger, Joseph (1769–1828), österreichischer Orgelbauer
- Volgger, Peter d. J. (1841–1896), altösterreichischer Orgelbauer
- Volgmann, Walter (1893–1945), deutscher Politiker (NSDAP), Oberbürgermeister von Rostock
- Völgyesi, Ferenc (1895–1967), ungarischer Hypnosespezialist

### Volh
- Volhard, Carl (1802–1887), deutscher Politiker, MdL Großherzogtum Hessen
- Volhard, Ewald (1900–1945), deutscher Ethnologe und Germanist
- Volhard, Franz (1872–1950), deutscher NephrologeFranz Volhard (1872–1950)

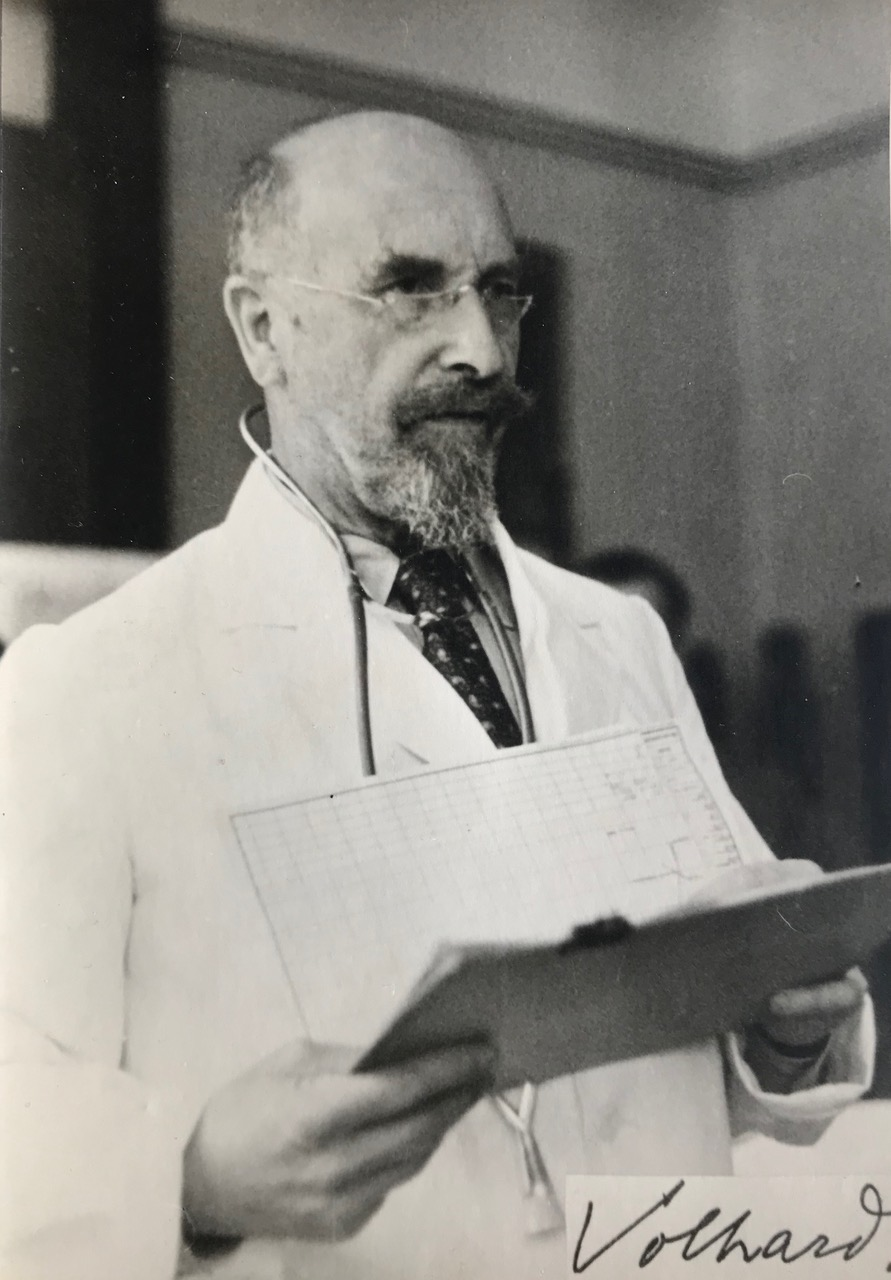
Franz Volhard (1872–1950)

- Volhard, Jacob (1834–1910), deutscher Chemiker
- Volhard, Rüdiger (1931–2023), deutscher Rechtsanwalt, Notar, Mäzen

### Voli
- Volicerová, Ester (* 1973), tschechische Volleyballspielerin
- Volikakis, Christos (* 1988), griechischer Bahnradsportler
- Volin (1882–1945), russischer Anarchist und Revolutionär
- Volina, Mirson (* 1990), nordmazedonischer Fußballspieler
- Voliva, Richard (1912–1999), US-amerikanischer Ringer und Trainer

### Volk
- Volk, Albert (1882–1982), deutscher Maler, Grafiker und Bildhauer
- Volk, Alfred (1953–2022), deutscher Fußballspieler
- Volk, Andrea (* 1964), deutsche Kabarettistin und Buchautorin
- Volk, Andreas (* 1996), deutscher Fußballspieler
- Volk, Anne (1944–2017), deutsche Journalistin
- Volk, Annette (* 1974), deutsche Juristin
- Volk, Arno (1914–1987), deutscher Musikverleger
- Völk, Christian (* 1977), deutscher Eishockeyspieler
- Volk, Christian (* 1979), deutscher Politikwissenschaftler
- Völk, Christopher (* 1988), deutscher Judoka
- Volk, Daniel (* 1970), deutscher Politiker (FDP), MdB
- Volk, David (* 2003), österreichischer Fußballspieler
- Volk, Dietmar (* 1962), deutscher Manager im Gesundheitswesen und ehemaliger Politiker (Bündnis 90/Die Grünen) in Berlin
- Volk, Dorothea (1921–2011), deutsche Schauspielerin
- Volk, Douglas (1856–1935), US-amerikanischer Maler
- Volk, Ernst (1927–2015), deutscher lutherischer Pfarrer
- Volk, Franz (1823–1890), Revolutionär, Arzt, Historiker, Bürgermeister
- Volk, Georg (1898–1986), deutscher Arzt und Homöopath
- Volk, Hannes (* 1984), deutscher Handballspieler
- Volk, Hans (1902–1945), deutscher Polizeibeamter
- Völk, Heinrich J. (* 1936), deutscher Astrophysiker
- Volk, Helen (* 1954), simbabwische Hockeyspielerin
- Volk, Hermann (1903–1988), deutscher Theologe, Bischof von Mainz und KardinalHermann Volk (1903–1988)

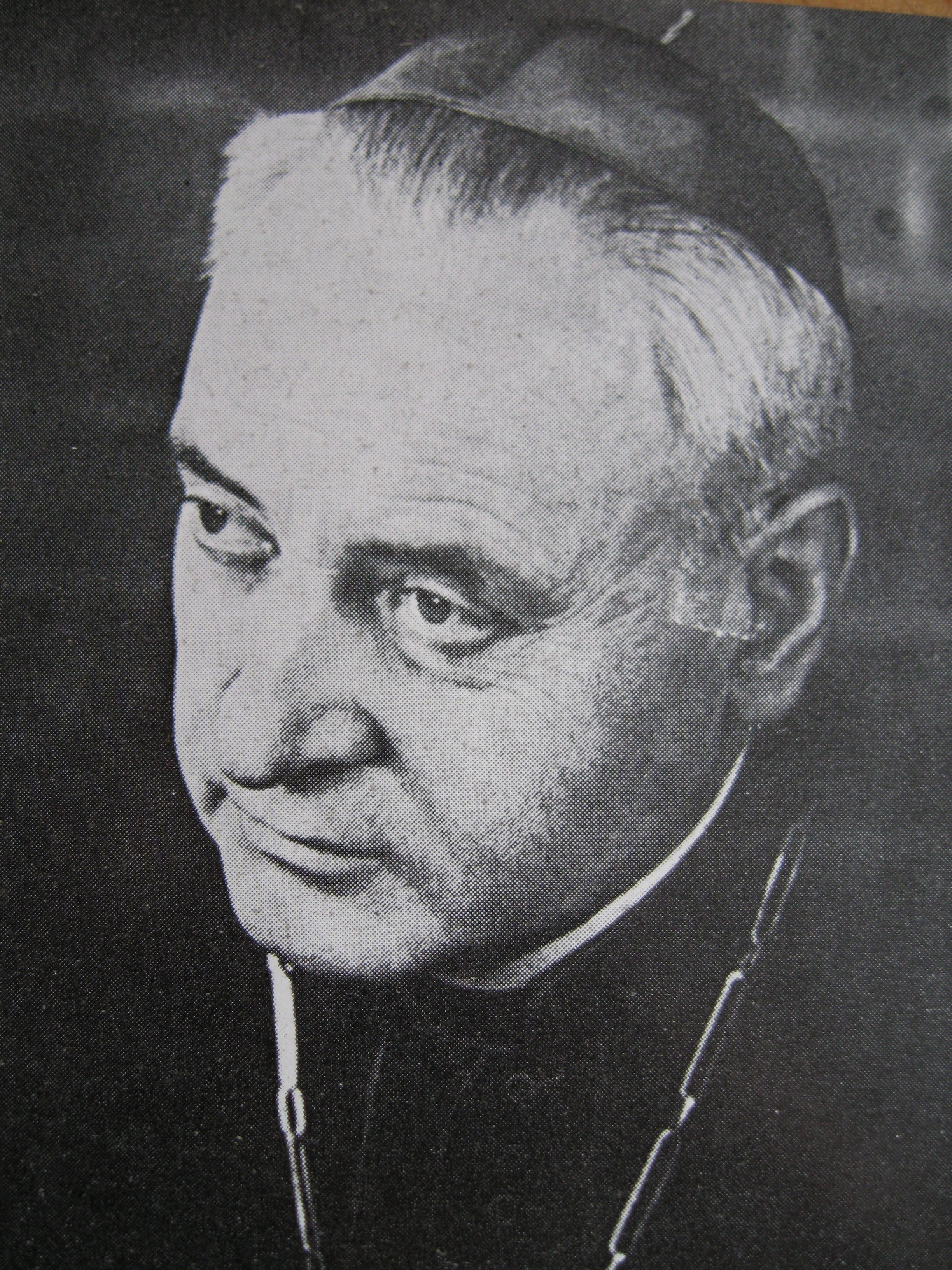
Hermann Volk (1903–1988)

- Volk, Hilde (1912–1995), österreichische Schauspielerin und Hörspielsprecherin
- Volk, Ilona (* 1963), deutsche Politikerin (Bündnis 90/Die Grünen)
- Volk, Jakob (1876–1954), deutscher Möbelschreiner, Amateur- und Naturfotograf
- Völk, Josef (* 1948), deutscher Eishockeyspieler
- Völk, Joseph (1819–1882), deutscher Jurist und Politiker (NLP), MdR
- Volk, Josephine (* 1987), deutsche Sängerin, Schauspielerin und Theaterpädagogin
- Volk, Karl (1885–1965), deutscher Bildhauer
- Volk, Karl (1896–1961), deutscher KPD-Funktionär, Journalist und Widerstandskämpfer gegen den Nationalsozialismus
- Volk, Katharina (* 1969), deutsche Altphilologin
- Volk, Katrin (* 1998), deutsche Ruderin
- Volk, Klaus (* 1944), deutscher Rechtswissenschaftler und Hochschullehrer
- Volk, Konrad (* 1955), deutscher Altorientalist
- Volk, Kurt (1919–1993), Schweizer Maler und Glasmaler
- Volk, Leo (1909–1973), deutscher Jurist und SS-Führer
- Volk, Lester D. (1884–1962), US-amerikanischer Arzt, Jurist und Politiker
- Volk, Ludwig (1926–1984), deutscher Jesuit und Historiker
- Volk, Magnus (1851–1937), britischer Pionier des Eisenbahnwesens
- Volk, Marc (* 1967), deutscher Künstler und Fotograf
- Volk, Maria (* 1955), deutsche Autorin
- Volk, Matthias (* 1947), deutscher Fußballspieler
- Volk, Nathalie (* 1997), deutsches Model und Reality-TV-DarstellerinNathalie Volk (* 1997)

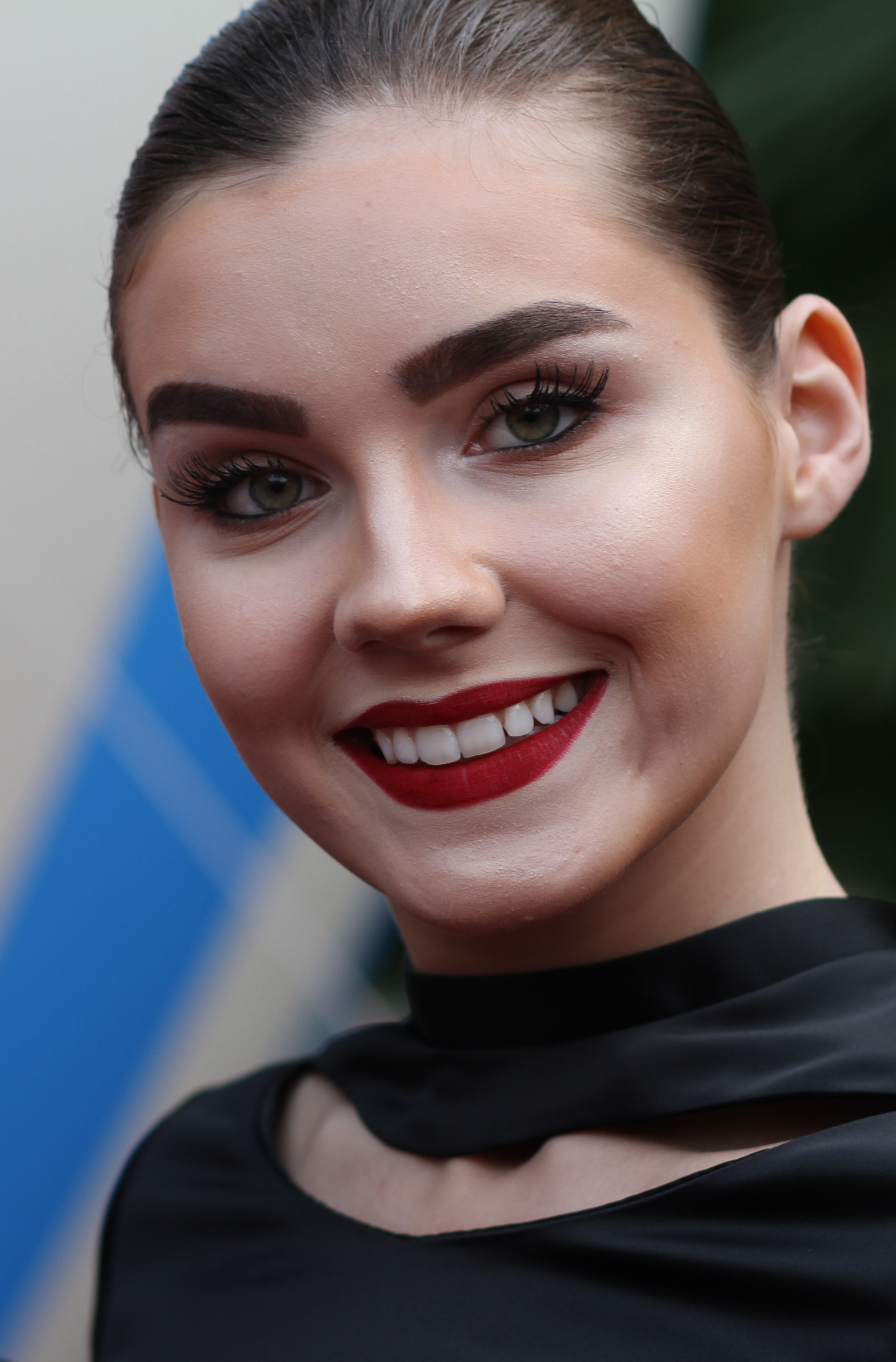
Nathalie Volk (* 1997)

- Volk, Norbert (* 1958), deutscher Politiker (FDP), MdL
- Volk, Otto (1892–1989), deutscher Mathematiker, Astronom und Mäzen
- Volk, Otto (* 1950), deutscher Historiker
- Volk, Paulus (1889–1976), deutscher Kirchenhistoriker
- Volk, Peter (1937–2016), deutscher Kunsthistoriker
- Volk, Pia, Autorin
- Volk, Rita (* 1990), usbekisch-amerikanische Schauspielerin und Model
- Volk, Rodolfo (1906–1983), italienischer Fußballspieler
- Volk, Shirli (* 1983), deutsche Schauspielerin
- Völk, Thomas (1812–1877), deutscher Geistlicher, Politiker und Mitglied in der bayerischen Kammer der Abgeordneten
- Völk, Thomas (1853–1926), deutscher Spielwarenfabrikant und Stifter
- Volk, Timo (* 1993), deutscher Basketballspieler
- Volk, Ulrich (* 1953), deutscher Rechtsanwalt und TV-Darsteller
- Volk, Valentin († 1909), deutscher Kunst- und Kirchenmaler
- Volk, Waltraud (1924–1996), deutsche Kunsthistorikerin, Denkmalpflegerin und Autorin
- Volk, Wilhelm (1804–1869), deutscher Regierungsrat, Autor und Übersetzer
- Volk-Friedland, Else (1880–1953), österreichische Frauenärztin, Autorin und NS-Verfolgte

#### Volka
- Volkach, Heinrich von († 1359), Weihbischof von Regensburg
- Volkamer, Andrea (* 1982), deutsche Bioinformatikerin
- Volkamer, Annette, deutsche Pianistin
- Volkamer, Johann (1576–1661), deutscher Kaufmann und Fabrikant und Gartenliebhaber
- Volkamer, Johann Christoph (1644–1720), deutscher Kaufmann, Fabrikant und Botaniker
- Volkamer, Johann der Jüngere (1662–1744), deutscher Mediziner und Botaniker
- Volkamer, Johann Georg der Ältere (1616–1693), deutscher Arzt, Naturforscher und Schriftsteller
- Volkamer, Klaus (1939–2022), deutscher Chemiker, Esoteriker, Politiker und Buchautor
- Volkamer, Meinhart (* 1936), deutscher Erziehungswissenschaftler
- Volkamer, Oswin (1930–2016), deutscher Grafiker
- Volkan, Vamık (* 1932), US-amerikanischer Psychiater und Psychoanalytiker, Friedens- und KonfliktforscherVamık Volkan (* 1932)

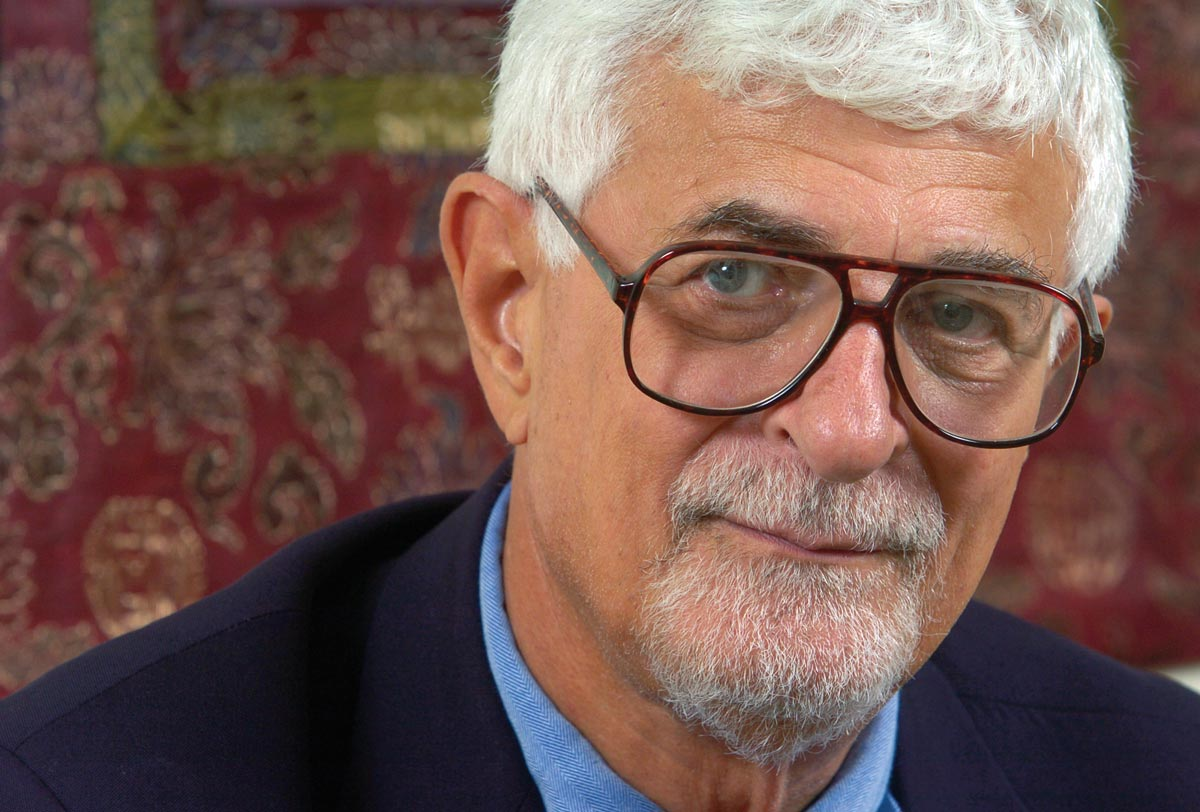
Vamık Volkan (* 1932)

- Volkanovska, Dragana (* 1993), mazedonische Badmintonspielerin
- Volkart, Albert (1873–1951), Schweizer Pflanzenbauwissenschaftler
- Volkart, Hans (1895–1965), deutscher Architekt und Hochschullehrer
- Volkart, Johann Georg (1825–1861), Schweizer Kaufmann und Unternehmer
- Volkart, Peter (* 1957), Schweizer Grafiker, Objektkünstler und Filmemacher
- Volkart, Salomon (1816–1893), Schweizer Unternehmer
- Volkart, Samuel (* 2000), Schweizer Unihockeyspieler
- Volkart, Yvonne (* 1963), Schweizer Ausstellungskuratorin, Kunstkritikerin und Hochschullehrerin
- Volkart-Schlager, Käthe (1897–1976), österreichische Komponistin, Pianistin und Musikpädagogin

#### Volke
- Volke, Lutz (* 1940), deutscher Hörspieldramaturg
- Volke, Steffi (* 1976), deutsche Marathonläuferin
- Volke, Stephan (* 1961), deutscher Buchhändler, Journalist und Direktor des christlichen Kinderhilfswerks „Compassion“
- Volke, Werner (1927–1998), deutscher Germanist
- Völkel, Alec (* 1972), deutscher Sänger, Grafikdesigner und Gründungsmitglied der Band The BossHossAlec Völkel (* 1972)

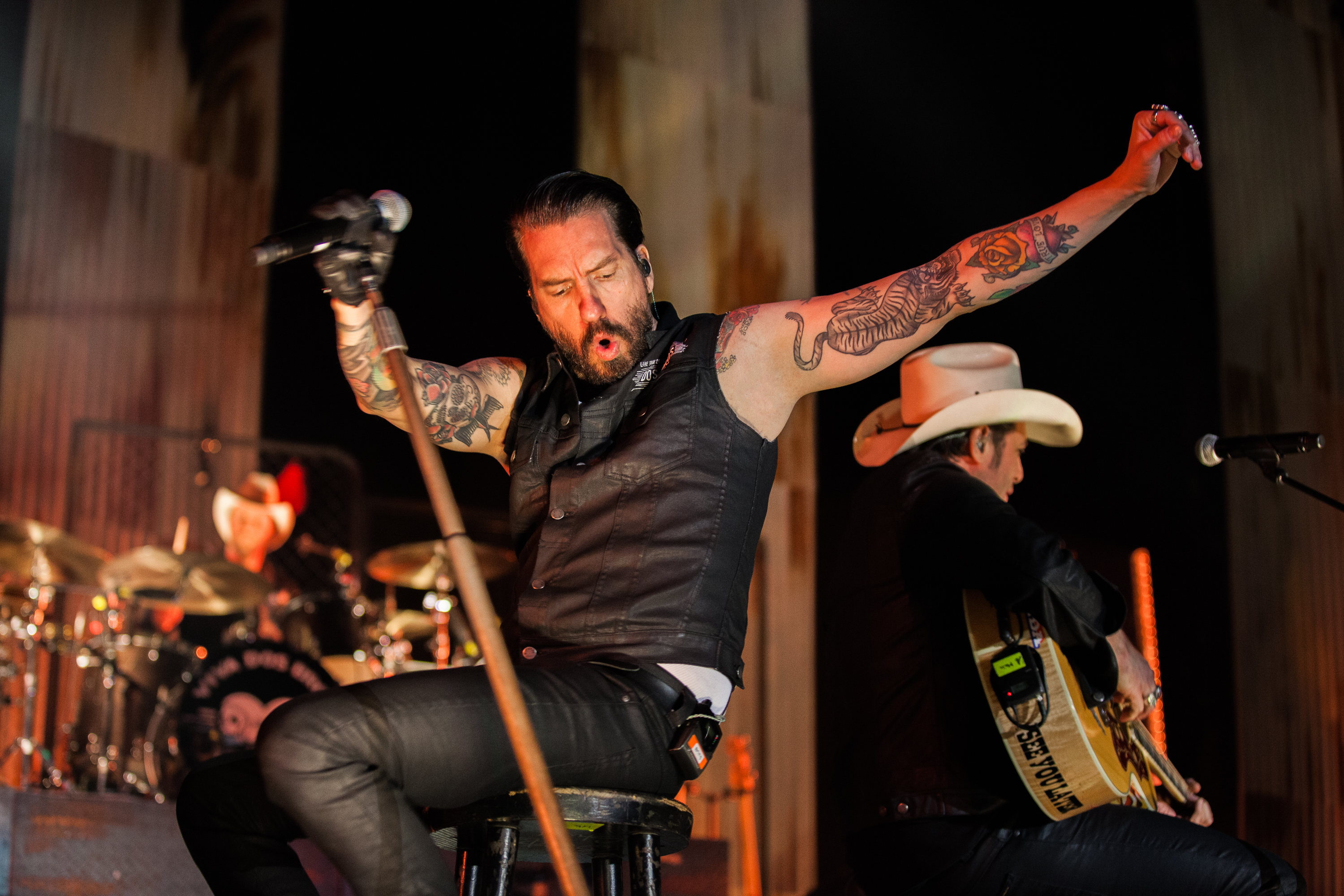
Alec Völkel (* 1972)

- Völkel, Alfred (1927–2005), deutscher Schriftsteller und Mundartdichter
- Völkel, Bärbel (* 1960), deutsche Historikerin, Geschichtsdidaktikerin und Hochschullehrerin
- Völkel, Eduard (1878–1957), deutscher Theologe
- Völkel, Georg (1902–1990), deutscher Schauspieler und Hörspielsprecher
- Völkel, Heinrich (1925–1992), deutscher Politiker (SPD)
- Völkel, Heinz (1912–1976), deutscher Maler und Grafiker
- Völkel, Johann († 1618), deutscher Theologe und Vertreter des polnischen Unitarismus
- Völkel, Johann Ludwig (1762–1829), Altphilologe und Archäologe
- Völkel, Karl (1869–1934), deutscher Mundartautor
- Völkel, Markus (* 1953), deutscher Historiker und Hochschullehrer
- Völkel, Michael (* 1961), deutscher Musiker und Autor
- Völkel, Michael (* 1969), deutscher Autor
- Völkel, Oswald (1873–1952), deutscher Maler und Freskant
- Völkel, Oswald August (1884–1953), deutscher Archivar
- Völkel, Stephan (* 1971), deutscher Basketballtrainer
- Völkel, Ulrich (* 1940), deutscher Schriftsteller
- Völkel-Song, Nham-hee (* 1945), deutsch-koreanische bildende Künstlerin
- Volkelt, Hans (1886–1964), deutscher Psychologe und Pädagoge an der Universität Leipzig
- Volkelt, Johannes (1848–1930), deutscher Philosoph und Hochschullehrer
- Volkelt, Peter (1914–2002), deutscher Kunsthistoriker
- Volkemer, Fritz (1907–1974), deutscher Gewerkschafter und Politiker (SPD), MdL
- Volken, Flurina (* 1993), Schweizer Biathletin und Skilangläuferin
- Volken, Henry (1925–2000), Schweizer Jesuit
- Volken, Marco (* 1965), Schweizer Autor und Fotograf
- Volkenand, Johannes (1827–1894), deutscher Gutsbesitzer, Mitglied des Kurhessischen Kommunallandtags
- Volkenandt, Claus (* 1963), deutscher Kunsthistoriker
- Volkenborn, Arnt (* 1942), deutscher Mathematiker
- Volkenborn, Gustav (1941–2006), deutscher Erfinder der Restauranthitlisten
- Volkening, Johann Heinrich (1796–1877), deutscher Theologe
- Volkenrath, Elisabeth (1919–1945), deutsche KZ-OberaufseherinElisabeth Volkenrath (1919–1945)

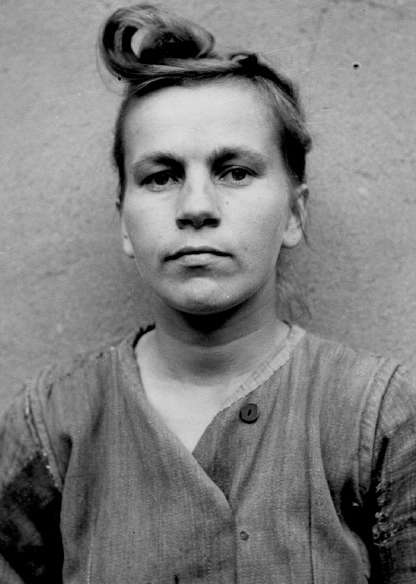
Elisabeth Volkenrath (1919–1945)

- Volkenrath, Michelle (* 1981), deutsche Biathletin
- Volkens, Bettina (* 1963), deutsche Managerin
- Volkens, Georg (1855–1917), deutscher Botaniker
- Volkens, Volker (* 1943), deutscher Kunstsammler
- Volker von Fulach († 1305), Abt im Kloster Wettingen
- Volker von Segeberg, Heiliger der katholischen Kirche
- Völker, Alexander (1934–2017), deutscher evangelisch-lutherischer Geistlicher und Liturgiewissenschaftler
- Völker, Alexandra (* 1986), deutsche Comiczeichnerin
- Volker, Armand (* 1950), Schweizer Musiker, Texter und Produzent
- Völker, Cornelius (* 1965), deutscher Maler
- Völker, Daniela, deutsch-argentinische Filmregisseurin und Filmproduzentin
- Völker, Dominik (* 1978), deutscher Basketballspieler
- Völker, Ernst-Joachim (1934–2021), deutscher Akustiker und Bauphysiker
- Völker, Florian (* 1991), deutscher ehemaliger Volleyballspieler und -trainer; Geschäftsführer
- Völker, Franz (1899–1965), deutscher Opernsänger (Tenor)
- Völker, Franz (1912–2007), deutscher römisch-katholischer Pfarrer
- Völker, Georg (1887–1970), deutscher Politiker (SPD), MdL
- Völker, Georg (1923–2006), deutscher Kammersänger (Bariton)
- Völker, Gerd (* 1942), deutscher Wasserspringer
- Völker, Gerhard (1905–1972), deutscher Politiker (FDP), MdL
- Völker, Günter (1935–2020), deutscher Versicherungsmanager
- Volker, Günther (1924–1999), deutscher Sportfunktionär
- Völker, Gustav (1889–1974), deutscher Heraldiker
- Völker, Hans (1889–1960), deutscher Zeichenlehrer, Kunsterzieher, Gymnasiallehrer, Lehrbeauftragter und Maler
- Völker, Hans-Herbert (1907–1986), deutscher Klassischer Archäologe und Bibliothekar
- Völker, Heinrich (1900–1975), deutscher Politiker (SPD), MdL
- Völker, Jan Colin (* 1998), deutscher Badmintonspieler
- Völker, Janine (* 1991), deutsche Volleyballspielerin
- Völker, Joachim (* 1958), deutscher Badmintonspieler
- Völker, Joe (* 1969), deutscher Pianist, Arrangeur und Chorleiter
- Völker, Julian (* 1993), deutscher American-Football-Spieler
- Völker, Karl (1796–1884), deutscher Turnlehrer
- Völker, Karl (1886–1937), österreichischer evangelischer Theologe
- Völker, Karl (1889–1962), deutscher Maler, Grafiker, Bildhauer und Architekt
- Völker, Karl (1923–2009), deutscher Unternehmer
- Völker, Karl-Heinz (1920–2005), deutscher Maler und Grafiker
- Völker, Karl-Otto (1946–2020), deutscher Autor und Kommunalpolitiker (SPD)
- Völker, Klaus (* 1938), deutscher Theaterhistoriker, Dramaturg und Publizist
- Völker, Klaus (* 1948), deutscher Sportmediziner, Hochschullehrer
- Völker, Klaus-Dieter (* 1937), deutscher Politiker (CDU), MdL
- Völker, Kurt (1891–1972), deutscher Maler und Grafiker
- Volker, Kurt (* 1964), US-amerikanischer Diplomat und PolitikwissenschaftlerKurt Volker (* 1964)

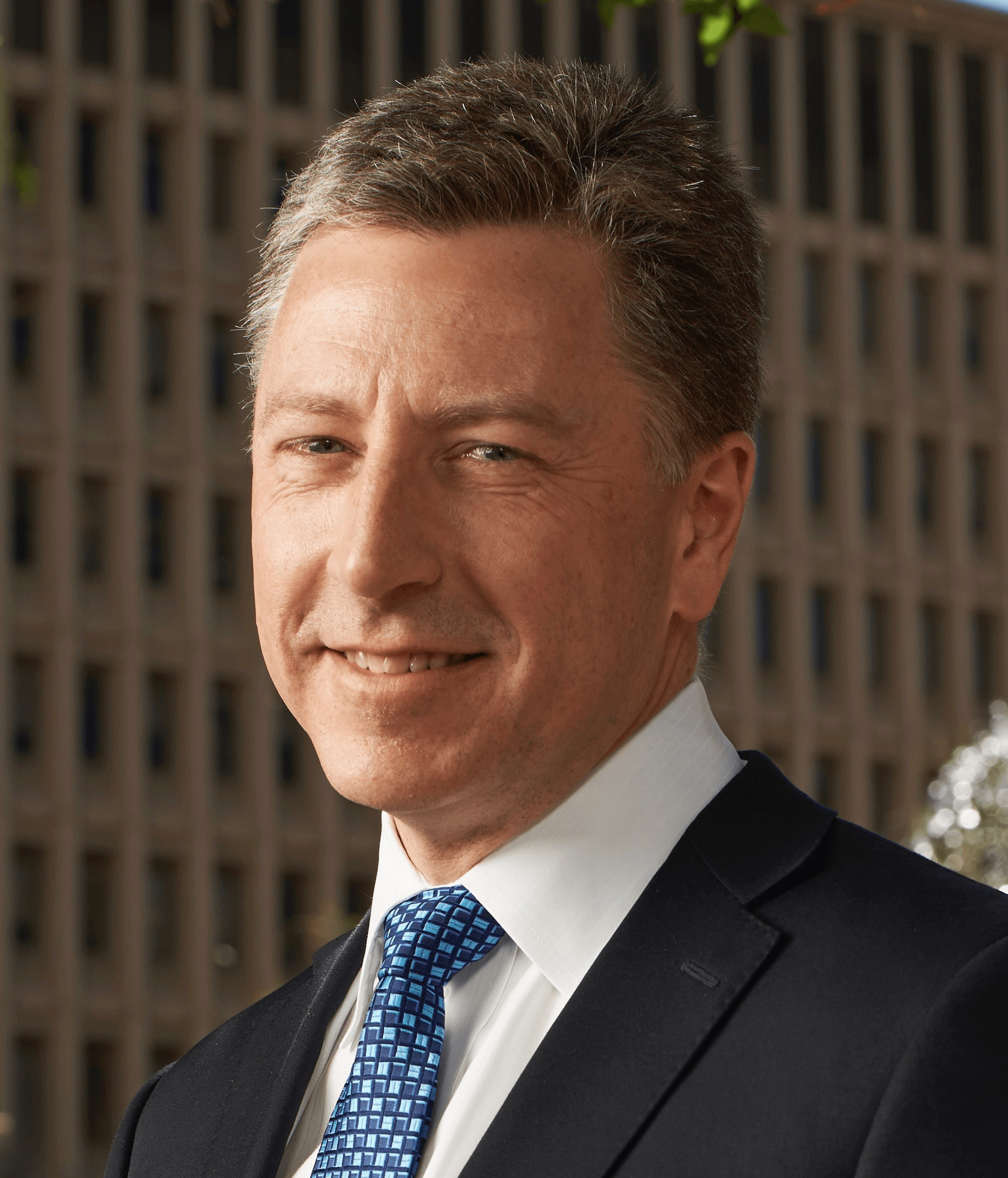
Kurt Volker (* 1964)

- Völker, Margret (* 1966), deutsche Film- und Theaterschauspielerin
- Völker, Martin A. (* 1972), deutscher Autor, Kulturwissenschaftler und Ästhetiker
- Völker, Neithardt (1933–2022), deutscher Politiker (SPD), MdL Mecklenburg-Vorpommern
- Völker, Otto (1843–1892), deutscher Mediziner und Arzt der Chirurgie
- Volker, Otto (1872–1938), österreichischer Politiker (CSP), Abgeordneter zum Nationalrat
- Völker, Otto (1893–1945), deutscher Fußballspieler
- Völker, Paul-Gerhard (1937–2011), deutscher germanistischer Mediävist, politischer Aktivist und Marxist
- Völker, Peter (* 1949), deutscher Autor und Journalist
- Völker, Renate (* 1953), deutsche Journalistin und Autorin
- Völker, Ronald (* 1984), deutscher RC-Rennfahrer
- Völker, Sabine (* 1973), deutsche Eisschnellläuferin
- Völker, Sandra (* 1974), deutsche Schwimmerin und Autorin
- Völker, Susanne (* 1964), deutsche Sozialforscherin
- Völker, Thies (* 1956), deutscher Sachbuchautor
- Völker, Ursula, deutsche Schauspielerin
- Völker, Ute (* 1963), deutsche Akkordeonistin
- Völker, Walther (1896–1988), evangelischer Kirchenhistoriker
- Völker, Werner (* 1944), deutscher Schriftsteller, Anglist und Historiker
- Völker, Wilhelm (1811–1873), deutscher Maler
- Völker, Willi (1906–1946), deutscher Fußballspieler
- Völker, Willy (1889–1973), deutscher Fußballspieler
- Volkerding, Patrick (* 1966), US-amerikanischer Programmierer und Slackware-MaintainerPatrick Volkerding (* 1966)

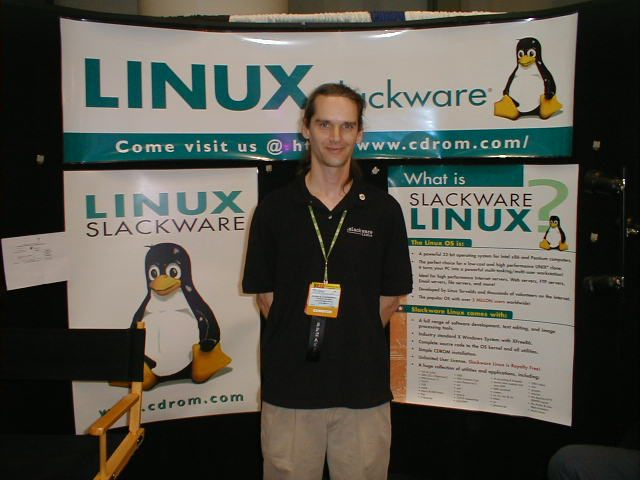
Patrick Volkerding (* 1966)

- Volkers, Claudia (* 1971), deutsche Volleyballspielerin
- Volkers, Emil (1831–1905), deutscher Pferde- und Genremaler der Münchner und Düsseldorfer Schule
- Volkers, Fritz (1868–1944), deutscher Pferdemaler der Düsseldorfer Schule
- Volkers, Johannes (1878–1944), lutherischer Theologe und Landesbischof
- Volkers, Karl (1868–1949), deutscher Pferdemaler der Düsseldorfer Schule
- Volkers, Max (1874–1946), deutscher Genre-, Tier- und Landschaftsmaler der Düsseldorfer Schule
- Völkers, Sabine (* 1967), deutsche Illustratorin
- Volkers, Wim (1899–1990), niederländischer Fußballspieler
- Volkersen, Olaf (1907–2007), deutscher Ingenieur und Hochschullehrer
- Volkert, Cynthia A. (* 1960), deutsche Physikerin und Hochschullehrerin
- Volkert, Georg (1945–2020), deutscher FußballspielerGeorg Volkert (1945–2020)

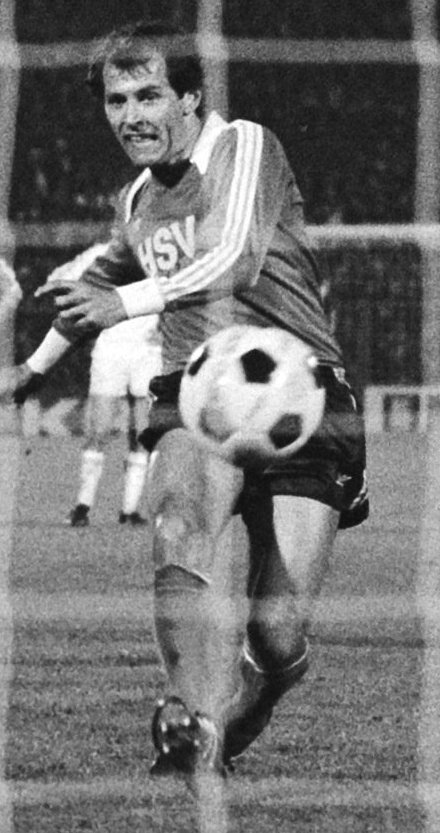
Georg Volkert (1945–2020)

- Volkert, Heinz Peter (1933–2013), deutscher Politiker (CDU), MdL
- Volkert, Jürgen (* 1962), deutscher Wirtschaftswissenschaftler und Hochschullehrer
- Volkert, Karl (1868–1929), österreichischer Politiker (SDAP), Landtagsabgeordneter, Abgeordneter zum Nationalrat
- Volkert, Klaus, deutscher Mathematikdidaktiker und Mathematikhistoriker
- Volkert, Klaus (* 1942), deutscher Gewerkschafter und VW-Betriebsrat
- Volkert, Leonhard (1887–1964), deutscher Verwaltungsjurist
- Volkert, Stephan (* 1971), deutscher Ruderer und zweifacher Olympiasieger
- Volkert, Walter (* 1948), deutscher Fußballspieler
- Volkert, Wilhelm (1928–2020), deutscher Historiker
- Völkert-Marten, Jürgen (* 1949), deutscher Schriftsteller

#### Volkh
- Volkhardt, Falk (1925–2001), deutscher Unternehmer und Hotelier
- Volkhardt, Georg (1885–1953), deutscher Politiker
- Volkhardt, Hermann (1851–1909), deutscher Zuckerbäcker, Konditor und Hotelier
- Volkhardt, Innegrit (* 1965), deutsche Hotelkauffrau
- Volkhardt, Paul, deutscher Bobsportler
- Volkhart, Albrecht (1804–1863), deutscher Buchdrucker, Publizist, Verleger und Kommunalpolitiker
- Volkhart, Claire (1886–1935), deutsche Bildhauerin und Wachsbossiererin
- Volkhart, Johann Christian (1740–1823), deutscher evangelischer Geistlicher und Schulleiter
- Volkhart, Kurt C. (1890–1959), deutscher Ingenieur, Konstrukteur, Rennfahrer und weltweit erster Raketenfahrer
- Volkhart, Max (1848–1924), deutscher Maler
- Volkhart, Wilhelm (1815–1876), deutscher Maler
- Volkhausen, Verena, deutsche Journalistin
- Volkholz, Ludwig (1919–1994), deutscher Politiker (BP, CBV), MdL Bayern, MdB
- Volkholz, Sybille (* 1944), deutsche Bildungsexpertin und ehemalige Berliner Senatorin

#### Volki
- Völki, Lebrecht (1879–1937), Schweizer Architekt

#### Volkl
- Völkl, Anna, deutsche Fußballspielerin
- Völkl, Artur (* 1947), österreichischer Rechtshistoriker
- Völkl, Ekkehard (1940–2006), deutscher Historiker
- Völkl, Georg, deutscher Architekt
- Völkl, Georg (1907–1988), deutscher Lehrer, Heimatforscher und Historiker
- Völkl, Helmut (* 1954), deutscher Musikwissenschaftler und Autor
- Völkl, Karl (1922–2014), österreichischer Althistoriker
- Völkl, Richard (1921–2003), deutscher Theologe und Caritas-Wissenschaftler
- Völkl, Robert (* 1993), österreichischer Fußballspieler
- Völkl, Walter (1929–2009), österreichischer Komponist
- Volkland, Alfred (1841–1905), deutscher Dirigent und Pianist
- Volkland, Alfred (1882–1944), deutscher Politiker (DDP), MdL
- Volkland, Frauke (* 1967), deutsche Historikerin und Autorin
- Völklein, Friedrich (1880–1960), deutscher Heimatdichter
- Völklein, Ulrich (* 1949), deutscher Zeithistoriker, Journalist und Publizist

#### Volkm
- Volkmann, Albert (1908–1985), deutscher Schachkomponist
- Volkmann, Alfred Wilhelm (1801–1877), deutscher Physiologe
- Volkmann, Artur (1851–1941), deutscher Bildhauer und Maler
- Volkmann, Bodo (1929–2022), deutscher Mathematiker, Publizist und Hochschullehrer
- Volkmann, Bruno (* 1990), brasilianischer Poker- und Tennisspieler
- Volkmann, Christian (* 1981), deutscher Schauspieler
- Volkmann, Christine (* 1960), deutsche Wirtschaftswissenschaftlerin und Hochschullehrerin
- Volkmann, Claus Peter (1913–2002), deutscher Jurist
- Volkmann, Daniel Georg (1812–1892), deutscher Bankier und Politiker, MdBB
- Volkmann, Diederich (1838–1903), deutscher Altphilologe und zwanzig Jahre lang Rektor der Fürstenschule Pforta
- Volkmann, Dieter (* 1941), deutscher Biologie und emeritierter Hochschullehrer
- Volkmann, Edith (1920–1997), deutsche Schauspielerin
- Volkmann, Elisabeth (1936–2006), deutsche Schauspielerin und KomödiantinElisabeth Volkmann (1936–2006)

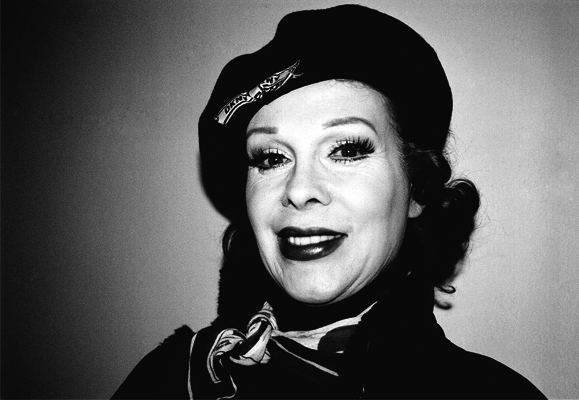
Elisabeth Volkmann (1936–2006)

- Volkmann, Erich Otto (1879–1938), Autor
- Volkmann, Ernst (1881–1959), deutscher Verwaltungsjurist und Finanzsenator der Freien Stadt Danzig (1921–1929)
- Volkmann, Ernst (1902–1941), österreichischer Kriegsdienstverweigerer im Zweiten Weltkrieg
- Volkmann, Franziska (* 1994), deutsche Badmintonspielerin
- Volkmann, Gunnar (* 1958), deutscher Architekt
- Volkmann, Hans (1875–1946), deutscher Musikwissenschaftler und Pädagoge
- Volkmann, Hans (1893–1957), deutscher Politiker (KPD), MdR
- Volkmann, Hans (1900–1975), deutscher Althistoriker
- Volkmann, Hans von (1860–1927), deutscher Illustrator und Landschaftsmaler
- Volkmann, Hans-Erich (* 1938), deutscher Historiker
- Volkmann, Harald (1905–1997), deutscher Physiker und Hochschullehrer
- Volkmann, Heinrich (1938–2014), deutscher Sozialhistoriker
- Volkmann, Hellmuth (1889–1940), deutscher General der Infanterie im Zweiten WeltkriegHellmuth Volkmann (1889–1940)

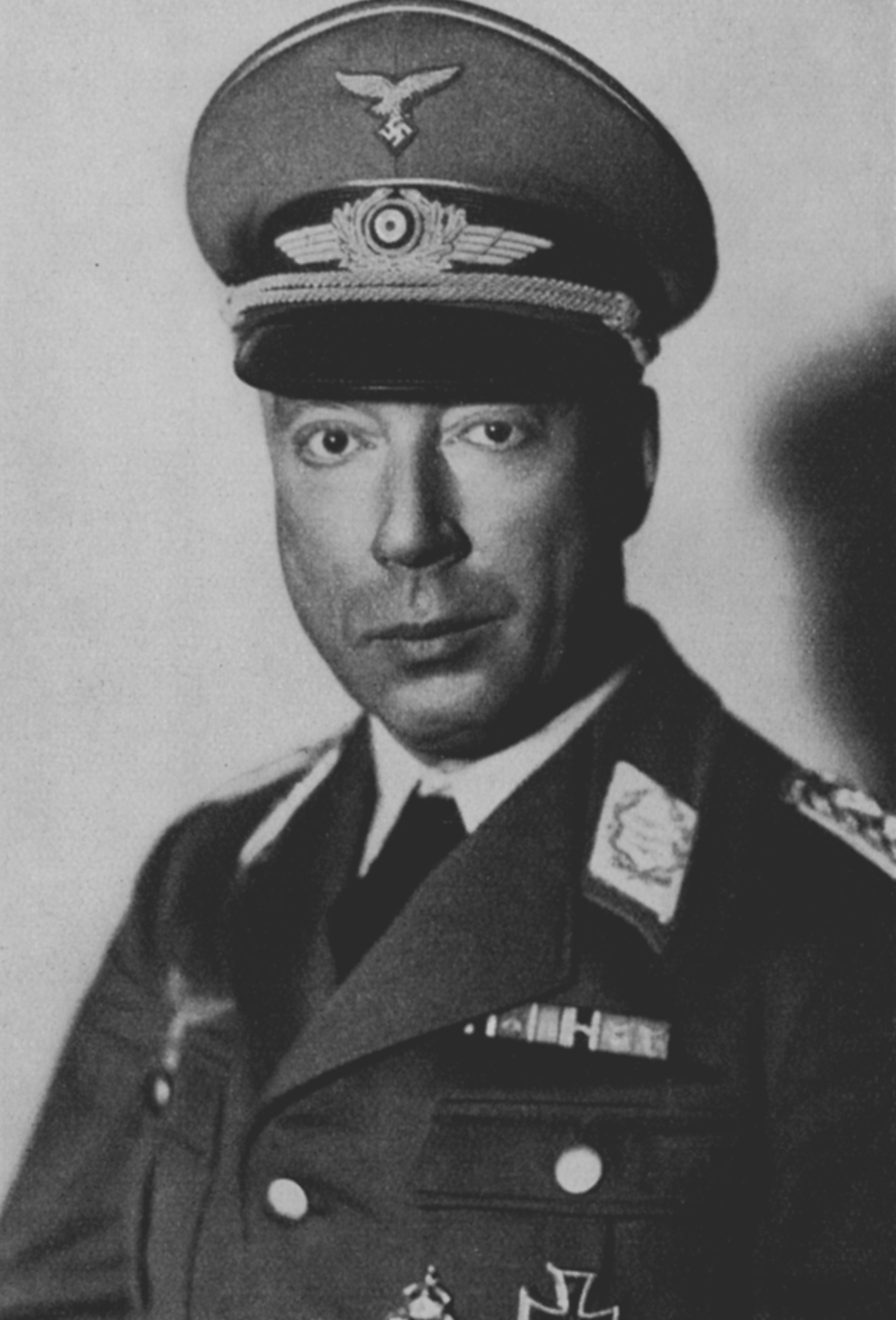
Hellmuth Volkmann (1889–1940)

- Volkmann, Herbert (1901–1983), deutscher Filmarchivar
- Volkmann, Herbert (1907–1970), deutscher Mediziner und Journalist
- Volkmann, Jana (* 1983), deutsche Schriftstellerin
- Volkmann, Jens (* 1967), deutscher Leichtathlet
- Volkmann, Jens (* 1967), deutscher Neurologe
- Volkmann, Johann Heinrich (1804–1865), Bremer Theologe und Politiker, MdBB
- Volkmann, Johann Heinrich (1842–1916), Bremer Kaufmann
- Volkmann, Johann Jacob (1732–1803), deutscher Schriftsteller
- Volkmann, Johannes (1889–1982), deutscher Chirurg, Erfinder der intravenösen Urographie
- Volkmann, Johannes (* 1968), deutscher bildender Künstler
- Volkmann, Johannes (* 1996), deutscher Politiker (CDU)Johannes Volkmann (* 1996)

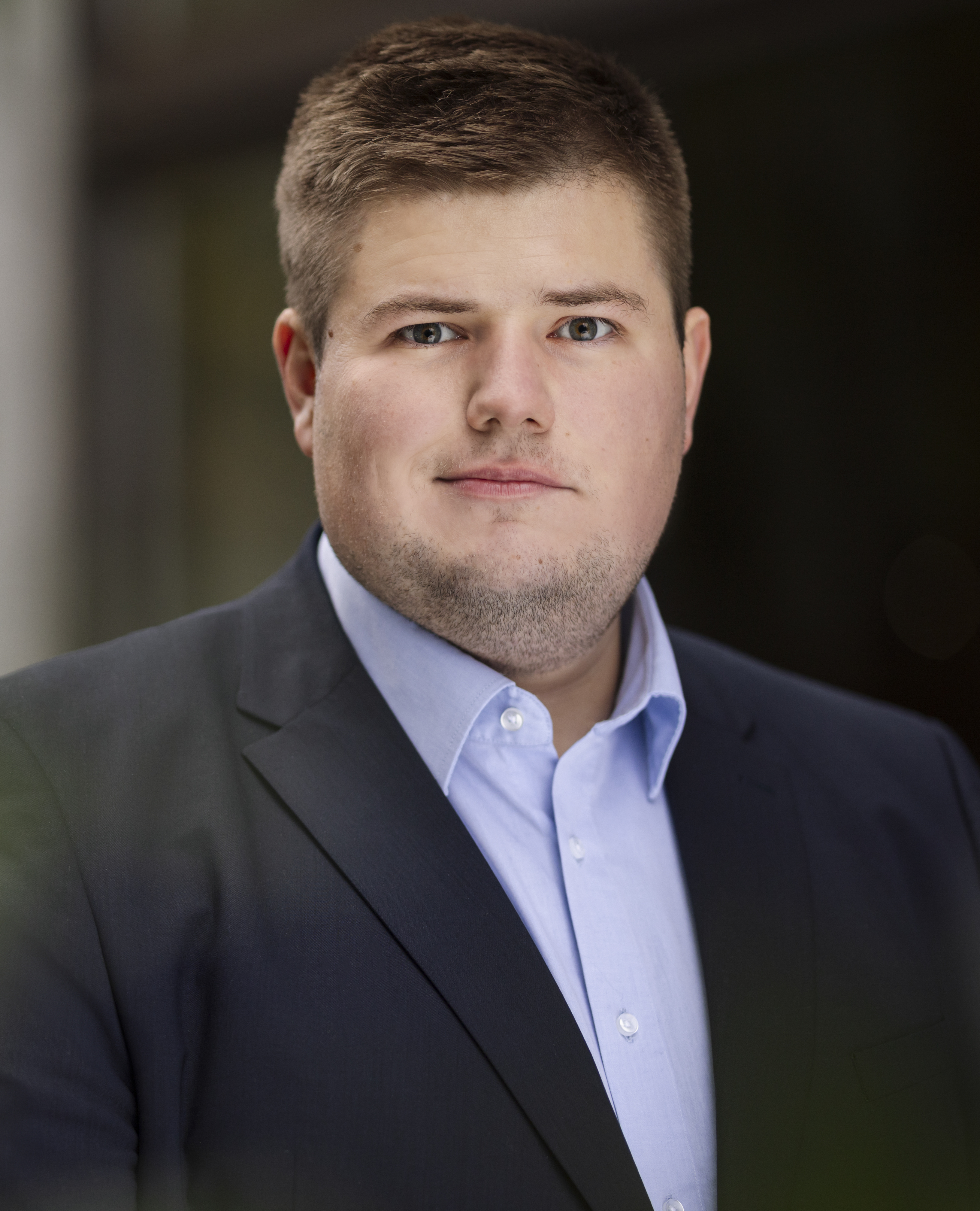
Johannes Volkmann (* 1996)

- Volkmann, Johannes Daniel (1878–1944), Bremer Wollkaufmann
- Volkmann, John (1855–1928), deutscher Kaufmann und Erfinder
- Volkmann, Jonte (* 1990), deutscher Schauspieler
- Volkmann, Jörg (* 1958), deutscher Fechter und Olympiateilnehmer
- Volkmann, Jürgen (1929–2017), deutscher Jurist
- Volkmann, Karsten (* 1978), deutscher Radrennfahrer
- Volkmann, Kurt (1897–1958), deutscher Rechtsanwalt und Zauberer
- Volkmann, Laurenz (* 1959), deutscher Anglist
- Volkmann, Linus (* 1973), deutscher Autor und Musikjournalist
- Volkmann, Ludwig (1870–1947), deutscher Verleger und Kunsthistoriker
- Volkmann, Luise (* 1992), deutsche Jazz- und Improvisationsmusikerin (Saxophon, Flöte, Komposition)
- Volkmann, Otto (1883–1959), deutscher Gewerkschafter und Politiker (SPD), MdL
- Volkmann, Otto (1888–1968), Dirigent und Musikdirektor in Halle (Saale), Osnabrück und Bonn
- Volkmann, Otto (1909–1936), deutscher Widerstandskämpfer gegen das NS-Regime
- Volkmann, Paul (1856–1938), deutscher Physiker, Mathematiker und Rektor der Universität Königsberg
- Volkmann, Paul (1899–1969), deutscher Politiker (SED), MdL Thüringen
- Volkmann, Paul (1914–1963), deutscher Schriftsteller
- Volkmann, Rainer (* 1942), deutscher Politiker (SPD), MdL
- Volkmann, Richard (1832–1892), deutscher Klassischer Philologe und Gymnasialdirektor
- Volkmann, Richard D. (1870–1954), deutscher Kolonialoffizier in Südwestafrika
- Volkmann, Richard von (1830–1889), deutscher Chirurg und MärchendichterRichard von Volkmann (1830–1889)

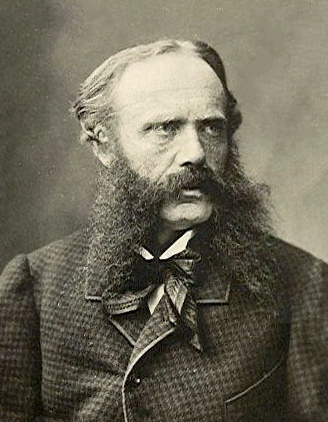
Richard von Volkmann (1830–1889)

- Volkmann, Robert (1815–1883), deutsch-ungarischer Komponist
- Volkmann, Rudolf (1897–1975), deutscher Politiker (KPD), MdL
- Volkmann, Swantje (* 1967), deutsche Kulturreferentin Südosteuropa am Donauschwäbischen Zentralmuseum Ulm
- Volkmann, Uwe (* 1960), deutscher Rechtswissenschaftler und Hochschullehrer
- Volkmann, Walter (1857–1909), deutscher Klassischer Philologe und Gymnasiallehrer
- Volkmann, Wilhelm (1837–1896), deutscher Verleger und Buchhändler
- Volkmann, Wilhelm Fridolin (1821–1877), österreichischer Philosoph und Psychologe
- Volkmann-Schluck, Karl-Heinz (1914–1981), deutscher Philosoph
- Volkmar († 983), Bischof von Paderborn
- Volkmar († 1282), Benediktinermönch und Abt des Klosters Niederaltaich
- Volkmar I. († 942), Abt von Corvey (916–942)
- Volkmar I., Graf im Harzgau
- Volkmar I. von Brandenburg, Bischof von Brandenburg (980/981 bis 983)
- Volkmar II. († 1015), Graf im Harzgau
- Volkmar II. von Brandenburg († 1102), Bischof von Brandenburg
- Volkmar von Bömeneburg († 1138), Abt von Corvey
- Volkmar von Burgstall († 1343), Tiroler Adeliger, Hauptmann, Kastellan und Burggraf von Tirol
- Volkmar von Fürstenfeld († 1314), Zisterziensermönch und Geschichtsschreiber
- Volkmar von Minden, Bischof von Minden
- Volkmar, Antonie (1827–1903), deutsche Genre- und Porträtmalerin
- Volkmar, Christoph (* 1977), deutscher Historiker und Archivar
- Volkmar, Erich (1879–1951), deutscher Jurist und Ministerialbeamter
- Volkmar, Erwin (1906–1933), deutscher Boxer
- Volkmar, Gudrun (1942–1991), deutsche Theaterschauspielerin
- Volkmar, Günter (1923–2006), deutscher Gewerkschaftsfunktionär
- Volkmar, Gustav (1809–1893), deutscher protestantischer Theologe
- Volkmar, Joachim von († 1662), schwedischer General
- Volkmar, Johann († 1617), deutscher Gelehrter und Hochschullehrer
- Volkmar, Johann Georg (1567–1596), deutscher lutherischer Theologe
- Volkmar, Johann Tobias (1718–1787), deutscher lutherischer Geistlicher
- Volkmar, Leon (1879–1959), amerikanischer Studiokeramiker
- Volkmar, Leopold (1817–1864), deutscher Jurist und Historiker
- Volkmar, Moritz Daniel (1792–1864), deutscher Makler und Bankier
- Volkmar, Theodor Valentin (1781–1847), deutscher Jurist und Oberbürgermeister
- Volkmar, Wilhelm (1813–1890), deutscher Pädagoge und Politiker
- Volkmer, Dominic (* 1996), deutscher Fußballspieler
- Volkmer, Franz (1846–1930), deutscher Pädagoge und Heimatforscher, Verfasser und Herausgeber
- Volkmer, Georg (* 1870), deutscher Gutsbesitzer und Politiker (Zentrum), MdL
- Volkmer, Gerald (* 1974), deutscher Historiker und Rechtswissenschaftler
- Volkmer, Harold (1931–2011), US-amerikanischer Politiker
- Volkmer, Karl (1922–2023), Schweizer Mittelstreckenläufer und Sprinter
- Volkmer, Marlies (* 1947), deutsche Politikerin (BSW, SPD), MdL, MdB
- Volkmer, Michael (* 1963), deutscher Brigadegeneral der Bundeswehr
- Volkmer, Michael (* 1966), deutscher Künstler
- Volkmer, Ottomar von (1839–1901), österreichischer Chemiker, Physiker und Druckereifachmann
- Volkmer, Verena (* 1996), deutsche FußballspielerinVerena Volkmer (* 1996)

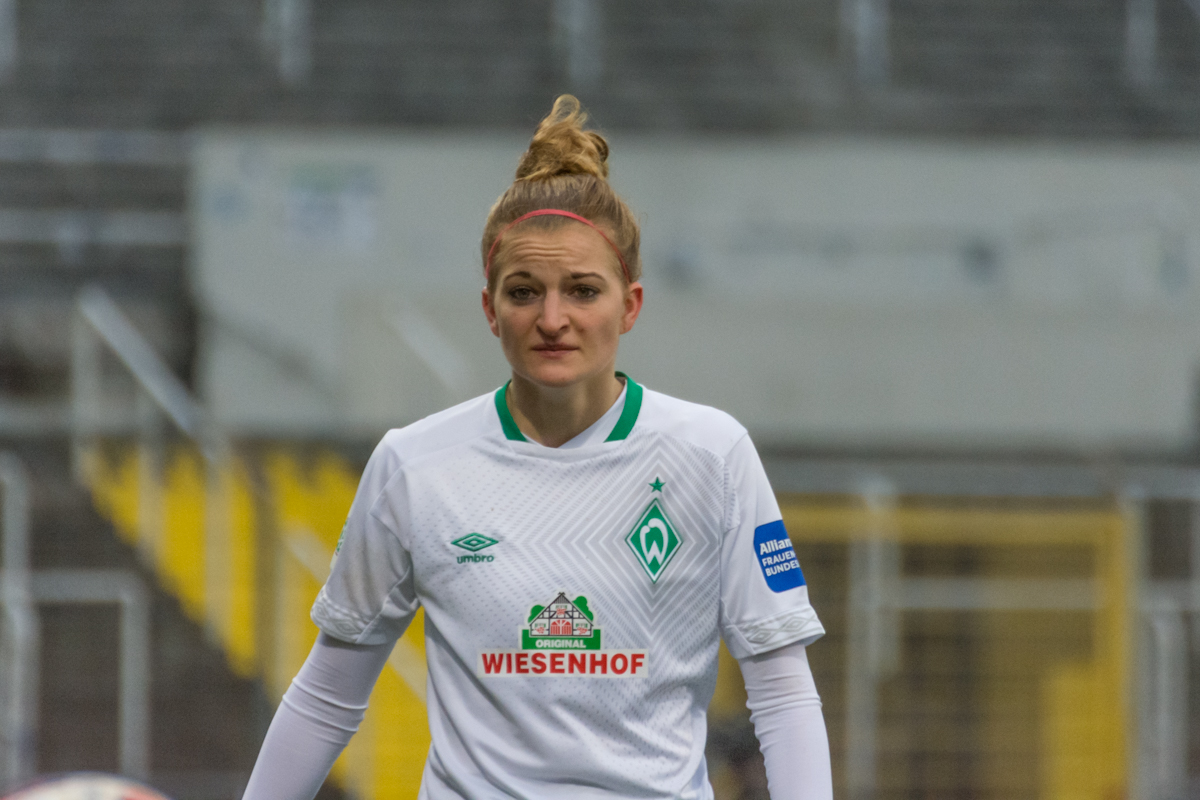
Verena Volkmer (* 1996)

#### Volkn
- Völkner, Brian (* 1992), deutscher Schauspieler
- Völkner, Carl Sylvius († 1865), deutscher Missionar in Neuseeland
- Völkner, Christian Friedrich von (1728–1796), preußisch-russischer Übersetzer und Historiker
- Völkner, Christoph (1587–1654), ostpreußischer Ratsherr und Richter
- Völkner, Floris (* 1976), deutscher Hockeyspieler
- Völkner, Friedrich von (1802–1877), russischer Bergbauingenieur
- Völkner, Georg (1595–1664), deutscher Gymnasiallehrer und Autor theologischer Schriften
- Völkner, Gerhard (* 1925), deutscher Gewerkschafter und SED-Funktionär
- Völkner, Iris (* 1960), deutsche Ruderin
- Völkner, Joachim (1949–1986), deutscher Maler
- Völkner, Nikolai August Wilhelm von (1817–1878), russischer Bergbauingenieur
- Völkner, Paul Iwanowitsch von (1810–1862), russischer Schulinspektor und Leiter der Ochrana in Warschau
- Volkner, Robert (1871–1950), deutscher Schauspieler, Regisseur und Intendant
- Völkner, Wladimir Iwanowitsch von (1805–1871), russischer Generalleutnant und Schriftsteller
- Völkner, Wladimir Michailowitsch von (1870–1945), russischer Finanzbeamter (Wirklicher Staatsrat) und Handelsattaché der russischen Botschaft in Bern

#### Volko
- Volko, Ján (* 1996), slowakischer Sprinter
- Volkoff, George Michael (1914–2000), kanadischer Physiker
- Volkoff, Nikolai (1947–2018), kroatischer WrestlerNikolai Volkoff (1947–2018)

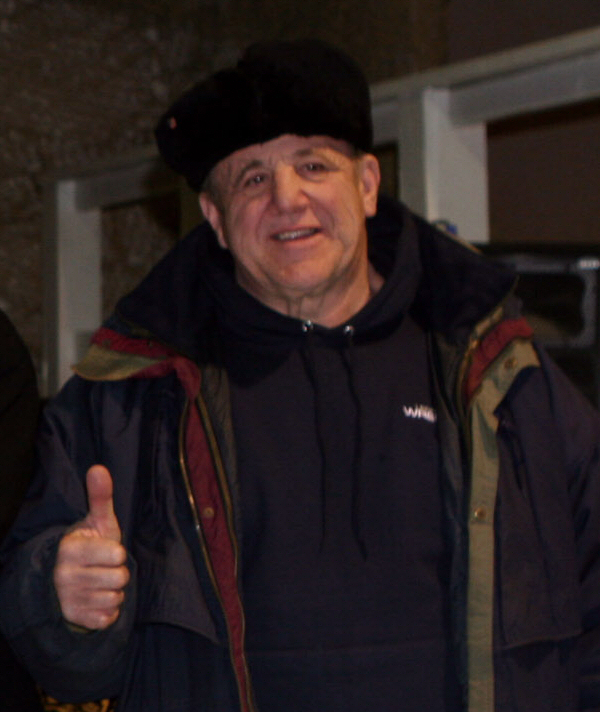
Nikolai Volkoff (1947–2018)

- Volkoff, Vladimir (1932–2005), französischer Schriftsteller
- Volkold I. von Malsburg († 1097), Vogt von Nidda
- Volkold II., Graf von Nidda
- Volkold von Meißen († 992), Bischof von Meißen
- Volkonski, Peeter (* 1954), estnischer Schauspieler, Komponist und Sänger
- Volkov, Bogdan (* 1989), ukrainisch-russischer Opernsänger (Tenor)
- Volkov, Esteban (1926–2023), mexikanischer Chemiker und Enkel Leo TrotzkisEsteban Volkov (1926–2023)

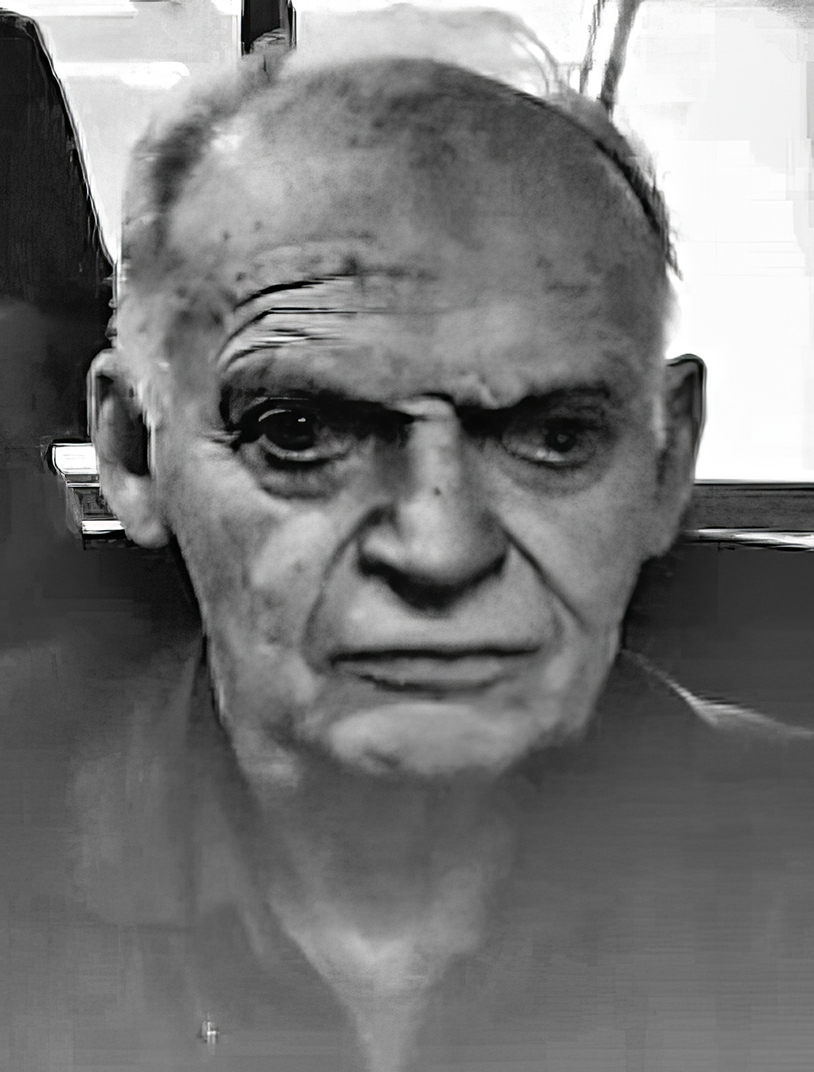
Esteban Volkov (1926–2023)

- Volkov, Ilan (* 1976), israelischer Dirigent
- Volkov, Shulamit (* 1942), israelische Historikerin
- Volkov, Vladimir (* 1986), serbisch-montenegrinischer Fußballspieler
- Volkovas, Vaclovas (1947–2021), litauischer Politiker
- Volkovs, Aleksandrs (* 1999), lettischer Diskuswerfer
- Volkow, Nora (* 1956), US-amerikanische Hirnforscherin und Suchtexpertin
- Volkow, Patricia (* 1957), mexikanische Ärztin und AIDS-Expertin
- Volkow, Verónica (* 1955), mexikanische Dichterin, Kunstkritikerin und Übersetzerin

#### Volks
- Volksmund, Philipp (* 1979), deutscher Singer-Songwriter

#### Volkw
- Volkward, Bischof von Brandenburg
- Volkwein, Helmuth (1920–2004), deutscher Graphiker, Kunstmaler und Senator (Bayern)
- Volkwein, Peter (1948–2002), deutscher Künstler, Wissenschaftler, Ausstellungskurator und Museumsdirektor
- Volkwin († 1293), Bischof von Minden
- Volkwin II. (* 1125), Graf von Schwalenberg
- Volkwin IV., Graf von Schwalenberg und von Waldeck
- Volkwin von Naumburg zu Winterstätten († 1236), Herrenmeister des Schwertbrüderordens
- Volkwin von Schwalenberg, Domherr in Paderborn, Vogt von Paderborn und Propst von Busdorf

### Voll
- Voll, Adolf (1881–1965), deutscher Architekt, Stadtplaner und Kommunalpolitiker
- Voll, Ben (* 2000), deutscher FußballtorwartBen Voll (* 2000)

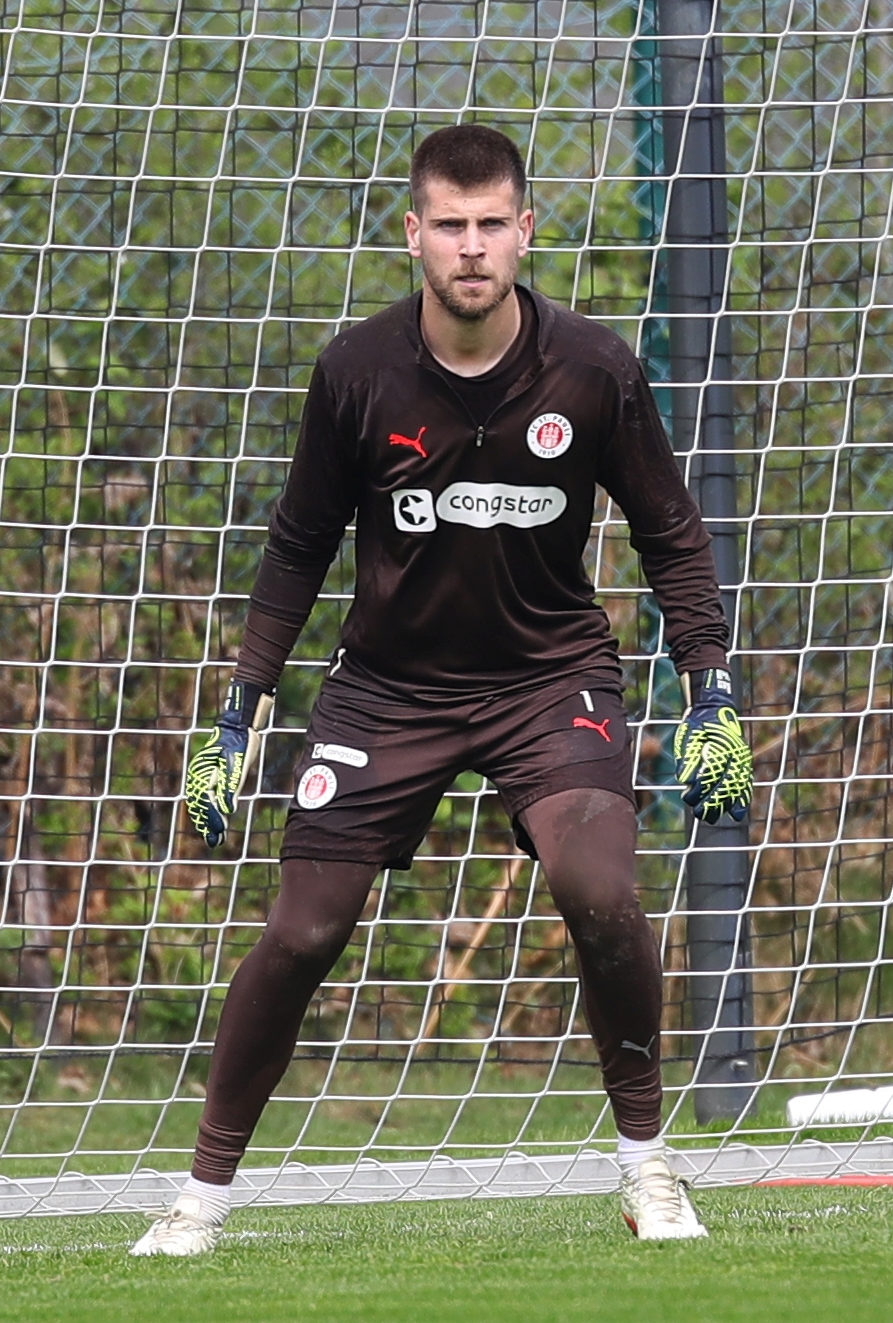
Ben Voll (* 2000)

- Voll, Charlotte (* 1999), deutsche Fußballtorhüterin
- Voll, Christoph (1897–1939), deutscher Bildhauer und Grafiker
- Voll, John O. (* 1936), US-amerikanischer Geschichtsprofessor; Direktor des Prince Alwaleed bin Talal Center for Muslim-Christian Understanding
- Voll, Karl (1867–1917), deutscher Kunsthistoriker
- Voll, Reinhold (1909–1989), deutscher Arzt
- Voll, Stefan (* 1961), deutscher Sportwissenschaftler

#### Volla
- Vollack, Manfred (1940–1999), deutscher Sachbuchautor
- Vollack, Werner (* 1955), deutscher Fußballspieler
- Volland, Ambrosius († 1551), deutscher Gelehrter beider Rechte
- Volland, Andreas (* 1966), deutscher Eishockeyspieler
- Volland, Caspar (1500–1554), deutscher Jurist
- Volland, Christian Wilhelm (1682–1757), deutscher lutherischer Theologe
- Volland, Ernst (* 1946), deutscher Fotograf, Karikaturist, Galerist und Autor
- Volland, Heinz (1921–2019), deutscher Offizier
- Volland, Johann Georg (1763–1818), Oberbürgermeister von Sondershausen
- Volland, Kevin (* 1992), deutscher FußballspielerKevin Volland (* 1992)

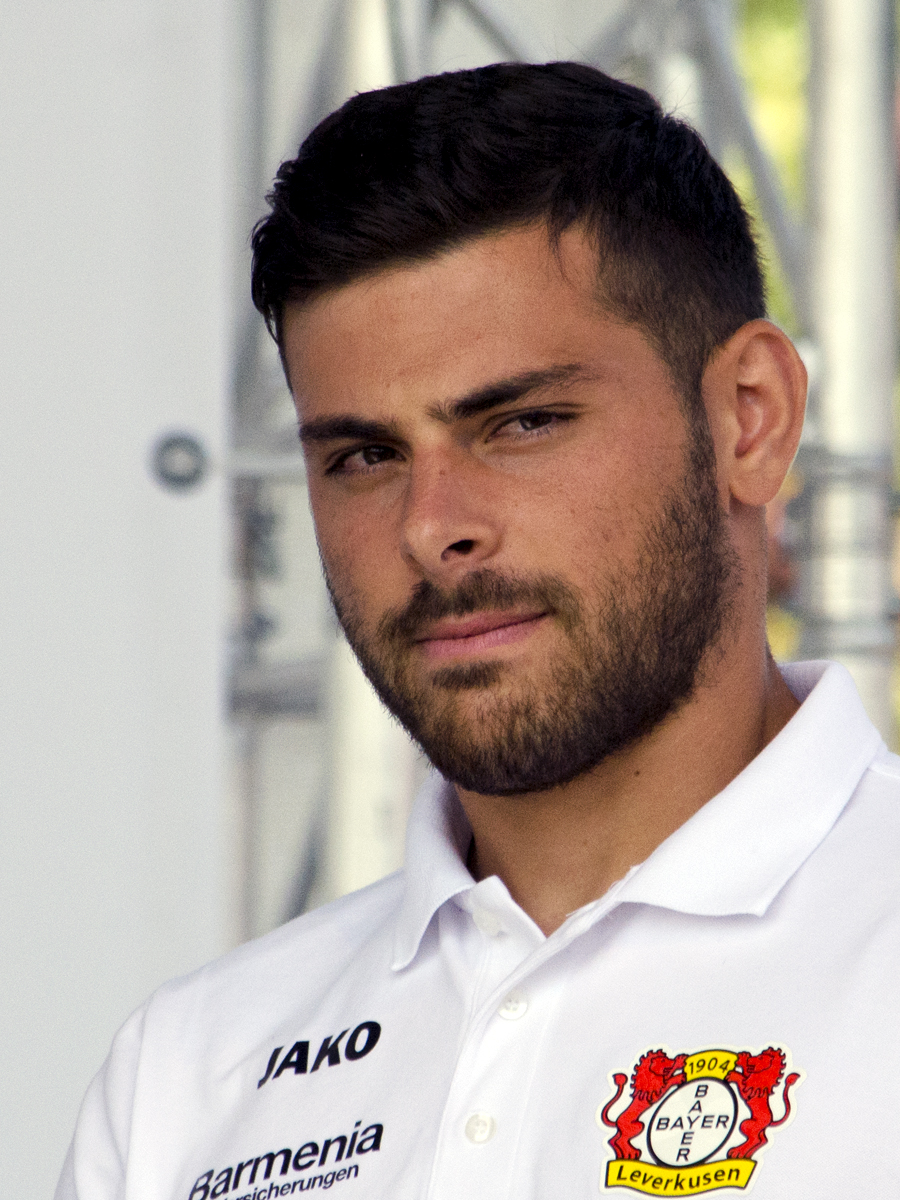
Kevin Volland (* 1992)

- Volland, Manfred (1933–2019), deutscher Offizier, Stellvertreter des Chefs der Politischen Hauptverwaltung in der NVA, Generalleutnant
- Volland, Michael (* 1528), General-Fiskal und Reichsprokurator am Reichskammergericht zu Speyer
- Volland, Philipp (1474–1537), Kaufmann, Vogt und württembergischer Politiker
- Volland, Rolf (* 1967), deutscher Autosportler im Rallycross
- Volland, Sophie (1716–1784), Geliebte des französischen Philosophen Denis Diderot
- Volland, Walter (1898–1980), deutscher Bildhauer und Kunstpädagoge
- Volland, Wolfgang Melchior (1684–1756), deutscher Kantor und Komponist
- Vollandt, Ronny (* 1978), deutscher Judaist
- Vollard, Ambroise (1866–1939), französischer Kunsthändler, Galerist und Verleger
- Vollard-Bockelberg, Alfred von (1874–1945), deutscher General der Artillerie und Chef des HeereswaffenamtesAlfred von Vollard-Bockelberg (1874–1945)

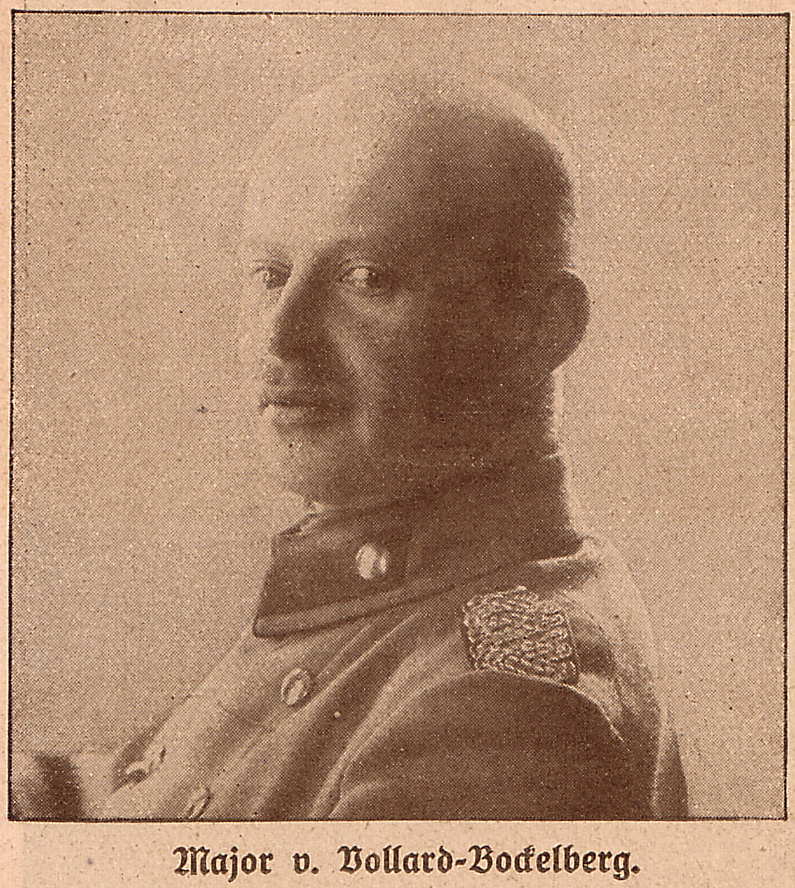
Alfred von Vollard-Bockelberg (1874–1945)

- Vòllaro, Francesco (1915–2004), italienischer Ordenspriester, Bischof von Ambatondrazaka
- Vollat, Patrick (* 1949), französischer Mathematiker und Jazzpianist
- Vollath, Bettina (* 1962), österreichische Landespolitikerin (SPÖ)
- Vollath, Norbert (1956–2015), deutscher Jazz- und Improvisationsmusiker (Saxophon, Bassklarinette, Komposition) und Klangkünstler
- Vollath, Rainer (* 1966), deutscher Schriftsteller und Redakteur
- Vollath, René (* 1990), deutscher Fußballtorhüter
- Vollath, Richard (* 1959), deutscher Fußballspieler
- Vollath, Sarah (* 1995), deutsche Politikerin (Die Linke), Mitglied des 21. Deutschen Bundestags

#### Vollb
- Vollbach, Hans-Peter (* 1971), deutscher Jurist, Präsident des Evangelisch-Lutherischen Landeskirchenamtes Sachsen
- Vollbehr, Ernst (1876–1960), deutscher Maler und Illustrator
- Vollbehr, Otto (1869–1946), deutscher Chemiker, Erfinder sowie Büchersammler und Antiquar
- Vollberg, Josef (* 1963), deutscher Ordensgeistlicher, Abt der Trappistenabtei Mariawald
- Vollborn, Astulf (1825–1894), sächsischer Generalmajor
- Vollborn, Marita (* 1965), deutsche Journalistin, Rundfunk- und Buchautorin
- Vollborn, Rüdiger (* 1963), deutscher Fußballtorhüter
- Vollborn, Werner (1909–1972), deutscher evangelischer Theologe und Hochschullehrer
- Vollbracht, Franz Lothar (1817–1874), deutscher Gutsbesitzer, Mitglied des Kurhessischen Kommunallandtags
- Vollbracht, Fritz (1904–1979), deutscher Kommunalpolitiker
- Vollbracht, Otto († 1935), deutscher Jurist, Präsident des Landgerichts Wiesbaden
- Vollbrecht, Ben (* 1987), deutscher Volleyballspieler
- Vollbrecht, Bernd (* 1953), deutscher Synchron- und Hörspielsprecher und Schauspieler
- Vollbrecht, Karl, deutscher Fußballspieler
- Vollbrecht, Karl (1886–1973), deutscher Filmarchitekt
- Vollbrecht, Marie-Luise, deutsche politische Aktivistin und Wissenschaftlerin
- Vollbrecht, Ralf (* 1956), deutscher Erziehungswissenschaftler und Medienpädagoge
- Vollbrecht, Regina (* 1976), deutsche Langstreckenläuferin und Goalball-Spielerin
- Vollbrecht, Timo (* 1985), deutscher Jazzsaxophonist, Komponist und Bandleader
- Vollbrecht, Ursula (1933–2017), deutsche Lehrerin und Politikerin (SPD), MdVK
- Vollbrecht-Büschlepp, Lucy (1917–1995), deutsche Künstlerin
- Vollbring, Franz (1889–1959), deutscher Politiker (KPD), Widerstandskämpfer

#### Volle
- Volle, Angelika (* 1949), deutsche Politikwissenschaftlerin und Publizistin
- Volle, Frédéric (* 1966), französischer Handballspieler
- Volle, Hans (* 1939), deutscher Politiker (CDU)
- Volle, Hartmut (* 1953), deutscher Schauspieler
- Volle, Michael (* 1960), deutscher Opernsänger (Bariton)
- Vollé, Rolf (1901–1956), Schweizer Kunstmaler
- Volle, Stéphanie (* 1979), französische Volleyballspielerin
- Volle, Walter (1913–2002), deutscher Ruderer und Trainer
- Vollebæk, Knut (* 1946), norwegischer Diplomat und christdemokratischer Politiker
- Vollebregt, Kelly (* 1995), niederländische Handballspielerin
- Vollebregt, Peter, irischer Schauspieler und Synchronsprecher
- Vollenbroich, Dirk (* 1969), deutscher Bildhauer, Installationskünstler und Aktionskünstler
- Vollenbruch, Astrid (* 1964), deutsche Schriftstellerin
- Vollène, Elise, französische Schriftstellerin
- Vollenhofer, Silke (* 1962), österreichische Kunst- und Kulturwissenschaftlerin, Expertin der präuniversitären Nachwuchsförderung, Begründerin und Leiterin der KinderuniKunst und Hochschullehrerin
- Vollenhoven, Cornelis van (1874–1933), niederländischer Rechtswissenschaftler
- Vollenhoven, Joost van (1877–1918), französischer Offizier und Generalgouverneur von Französisch-Indochina und Generalgouverneur von Französisch-Westafrika (1917–1918)
- Vollenhoven, Pieter van (* 1939), niederländischer Jurist, Hochschullehrer
- Völlenklee, Markus (* 1955), österreichischer Schauspieler und Theaterregisseur
- Vollenweider, Alice (1927–2011), Schweizer Romanistin und Kochbuchautorin
- Vollenweider, Andreas (* 1953), Schweizer Musiker und KomponistAndreas Vollenweider (* 1953)

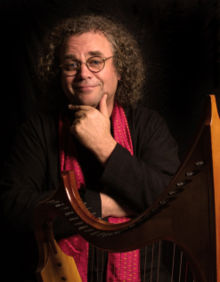
Andreas Vollenweider (* 1953)

- Vollenweider, Hans (1908–1940), Schweizer Straftäter
- Vollenweider, Paul (1888–1962), Schweizer Militärarzt
- Vollenwyder, Martin (* 1953), Schweizer Politiker (FDP)
- Voller, Carl August (1842–1920), deutscher Physiker, Hochschullehrer und Politiker (Rechte), MdHB
- Völler, Eva (* 1956), deutsche Autorin
- Völler, Georg, deutscher Fußballspieler
- Völler, Marco (* 1989), deutscher Basketballspieler
- Völler, Rudi (* 1960), deutscher Fußballspieler und ehemaliger Teamchef der deutschen FußballnationalmannschaftRudi Völler (* 1960)

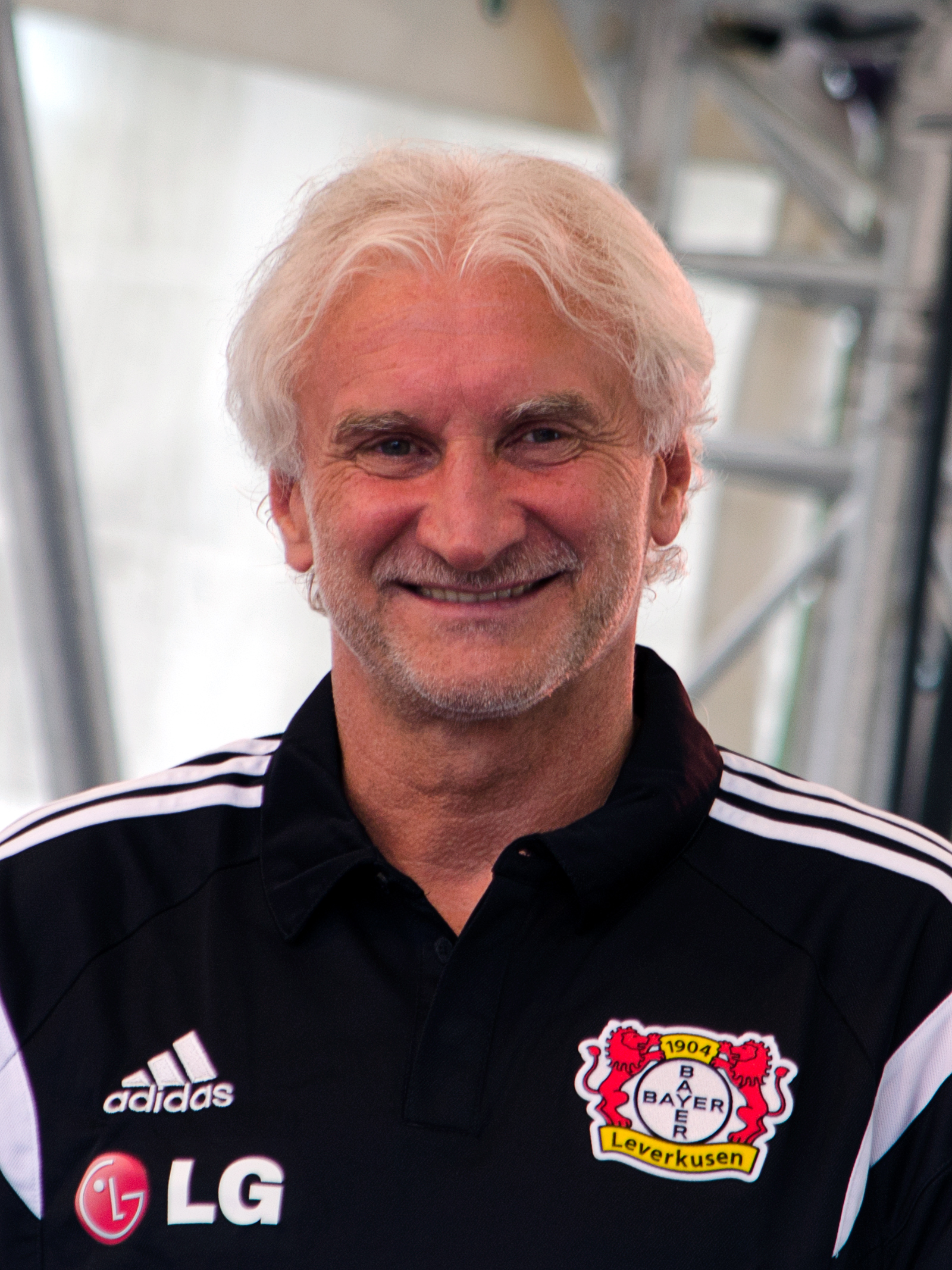
Rudi Völler (* 1960)

- Voller, Wilhelm (1897–1973), deutscher Kommunalpolitiker (SPD)
- Vollering, Demi (* 1996), niederländische Radrennfahrerin
- Völlering, Werner (* 1961), deutscher Lehrer und Autor
- Vollero, Alessandro (1889–1959), italo-amerikanischer Mafioso
- Vollers, Arend (1931–2023), deutscher Teehändler und Teekenner
- Vollers, Berthold (1897–1986), deutscher Küper und Speditionskaufmann
- Vollers, Claus (1935–2011), deutscher Diplomat
- Vollers, Heinrich (1583–1656), Bauer, Organist und einer der ersten Chronisten des Oldenburger Landes
- Vollers, Karl (1857–1909), deutscher Orientalist und Bibliothekar
- Völlers, Marja-Liisa (* 1984), deutsche Politikerin (SPD), MdB
- Vollert, Anton (1828–1897), thüringischer Staatsmann und Autor
- Vollert, Ernst (1855–1931), deutscher Verlagsbuchhändler
- Vollert, Ernst (1890–1977), deutscher Jurist und Ministerialbeamter
- Vollert, Gottlob (1868–1938), deutscher Landwirt und Politiker (WBWB)
- Vollert, Heinrich (1866–1942), sächsischer Generalmajor
- Vollert, Heinz (* 1923), deutscher Fußballspieler
- Vollert, Hermann (1821–1894), weimarischer Minister
- Vollert, Jannes (* 1998), deutscher Fußballspieler
- Vollert, Jens (* 1939), deutscher Politiker (SPD), MdL
- Vollert, Martin (1882–1980), deutscher Versicherungsmanager
- Vollert, Max (1851–1935), deutscher Jurist, Kurator und Autor
- Vollert, Werner (* 1960), deutscher Künstler und Unternehmer
- Vollerthun, Christine (* 1980), deutsche Fußballspielerin
- Vollerthun, Georg (1876–1945), deutscher Komponist, Dirigent und Musikpädagoge
- Vollerthun, Waldemar (1869–1929), deutscher Konteradmiral
- Vollertsen, Carl Friedrich (1792–1850), schleswig-holsteinischer Gutsbesitzer und Politiker
- Vollertsen, Christoph Ludwig (1754–1841), evangelisch-lutherischer Geistlicher
- Vollertsen, Frank (* 1958), deutscher Werkstoffwissenschaftler
- Vollertsen, Norbert (* 1958), deutscher Notarzt und Menschenrechtsaktivist
- Vollery, William (1949–1989), Schweizer Autorennfahrer
- Vollet, Henri Émile (1861–1945), französischer Maler

#### Vollg
- Völlger, Siegfried (* 1955), deutscher Herausgeber und Autor
- Völlger, Winfried (* 1947), deutscher Künstler und Schriftsteller
- Vollgnad, Heinrich (1634–1684), deutscher Mediziner, Stadtarzt in Breslau
- Vollgraff, Carl Wilhelm (1876–1967), niederländischer Gräzist
- Vollgraff, Karl Friedrich (1794–1863), deutscher Jurist und Soziologe

#### Vollh
- Vollhardt, Dieter (* 1951), deutscher Physiker und (seit 1996) Professor in Augsburg
- Vollhardt, Friedrich (* 1956), deutscher Germanist und Hochschullehrer
- Vollhardt, Hans (* 1938), deutscher Kommunalpolitiker (CSU)
- Vollhardt, Johann Christian (1615–1690), deutscher Mediziner und Leibarzt
- Vollhardt, Kurt Peter C. (* 1946), US-amerikanischer Chemiker
- Vollhardt, Reinhard (1858–1926), deutscher Kantor und Komponist

#### Volli
- Vollin, Serge (* 1946), französischer Maler und Autor
- Völling, Christiane (* 1959), deutsche Intersex-Aktivistin und Autorin
- Völling, Johannes (1922–2002), deutscher Bankmanager, Vorstandsvorsitzender der WestLB
- Volling, Thomas, deutscher Wirtschaftswissenschaftler
- Völling, Thomas (1962–2000), deutscher Prähistoriker
- Völlinger, Friedrich (1895–1976), deutscher Mediziner und Standespolitiker

#### Vollk
- Vollkommer, Max (1931–2025), deutscher Jurist und Hochschullehrer
- Vollkommer, Nicola (* 1959), Lehrerin für Musik und Englisch und AutorinNicola Vollkommer (* 1959)

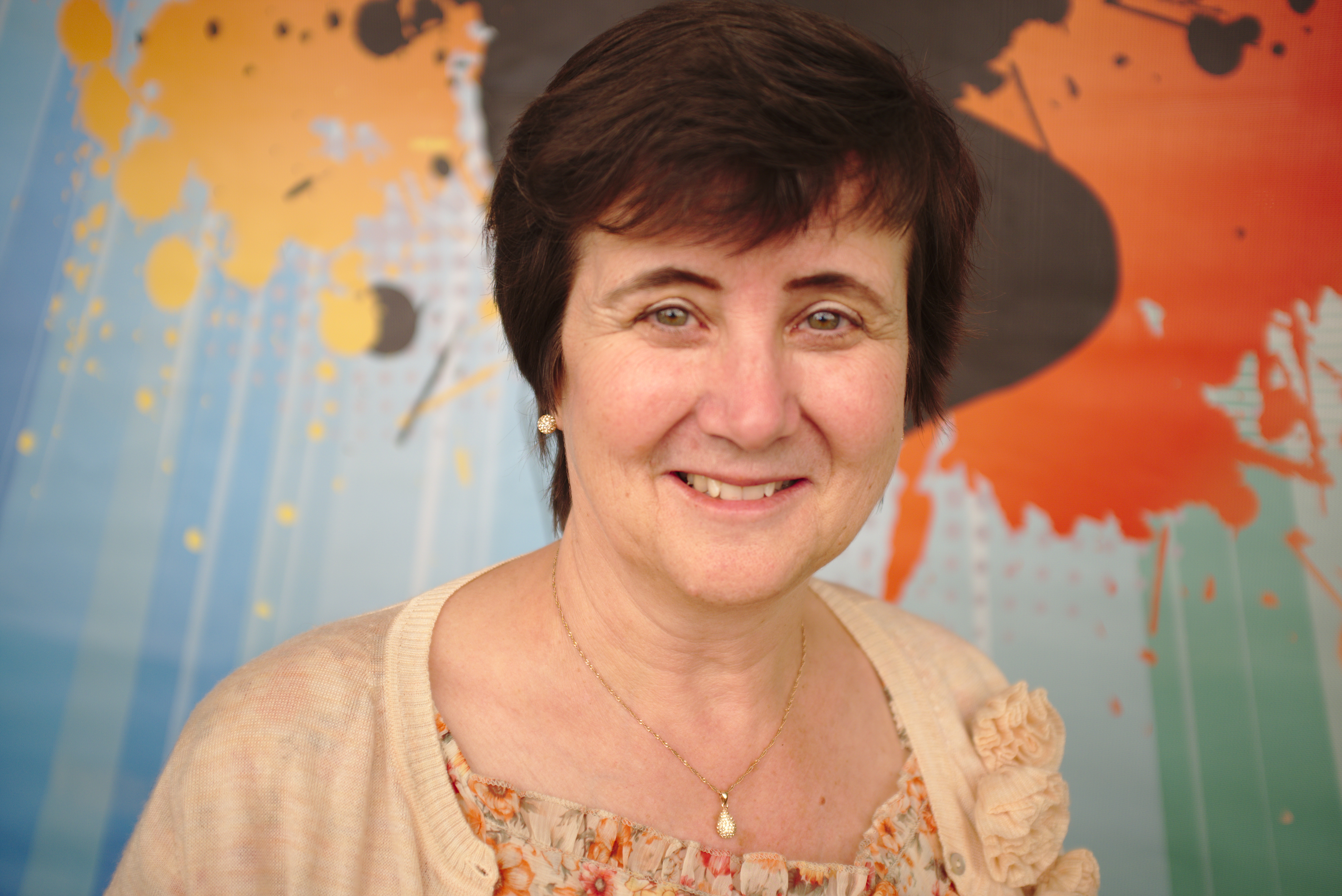
Nicola Vollkommer (* 1959)

- Vollkommer, Philipp (1928–2017), deutscher Politiker (CSU), MdL
- Vollkommer, Rainer (* 1959), deutscher Klassischer Archäologe

#### Vollm
- Völlm, Gesine (* 1966), deutsche Kostümbildnerin
- Vollmann, Benedikt Konrad (1933–2012), deutscher Mittellateinischer Philologe
- Vollmann, Christian (* 1977), deutscher Unternehmer
- Vollmann, Hans (1909–1994), österreichischer Politiker (ÖVP), Landtagsabgeordneter, Abgeordneter zum Nationalrat
- Vollmann, Jochen (* 1963), deutscher Arzt und Medizinethiker
- Vollmann, Karl August (1896–1955), deutsch-US-amerikanischer Werkzeugschlosser und Spediteur, verhinderte die Bombardierung Bergisch Gladbachs
- Vollmann, Karl-Heinz (* 1939), österreichischer Arbeiterkammerfunktionär und Politiker, Bürgermeister von Kindberg, Landtagsabgeordneter der Steiermark
- Vollmann, Korbinian (* 1993), deutscher Fußballspieler
- Vollmann, Manuela (* 1961), österreichische Erwachsenenbildnerin und Managerin
- Vollmann, Michael (* 1994), österreichischer Fußballspieler
- Vollmann, Peter (* 1957), deutscher Fußballspieler und -trainer
- Vollmann, Remigius (1861–1928), bayerischer Heimatforscher
- Vollmann, Rolf (* 1934), deutscher Autor und Literaturkritiker
- Vollmann, Siegbert (1882–1954), deutscher Kommunalpolitiker
- Vollmann, Siegmund (1871–1946), deutscher Arzt und langjähriger Schriftleiter des Deutschen Ärzteblatts
- Vollmann, Wilhelm (* 1939), deutscher Politiker (SPD, Die Linke), MdL, inoffizieller Mitarbeiter der DDR-Staatssicherheit
- Vollmann, William T. (* 1959), US-amerikanischer SchriftstellerWilliam T. Vollmann (* 1959)

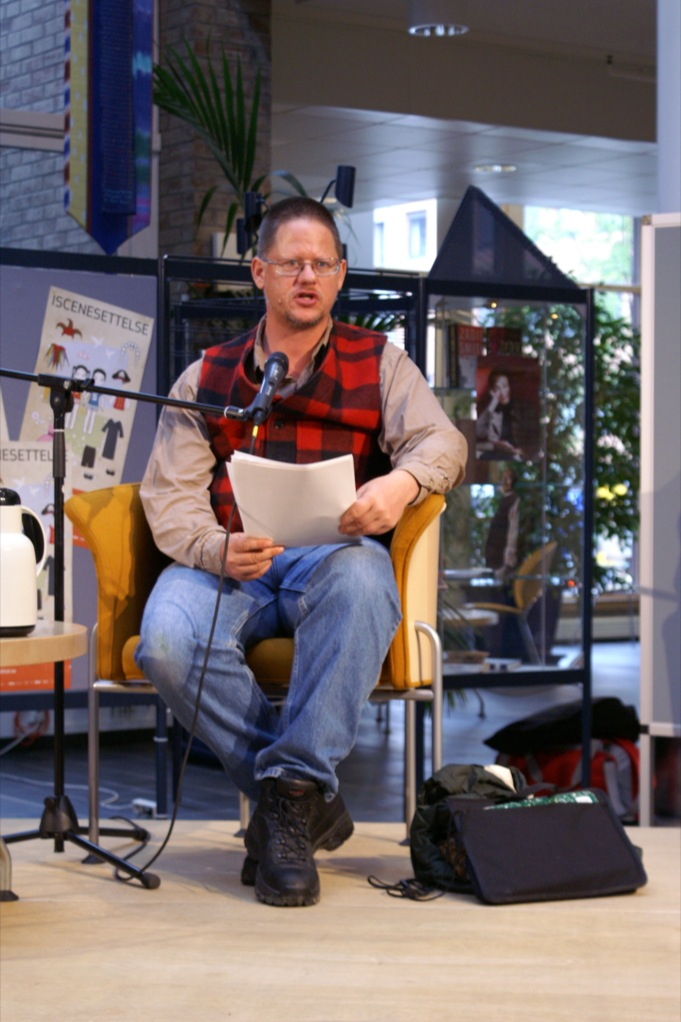
William T. Vollmann (* 1959)

- Vollmar, Alfred (1893–1980), deutscher Maler, Zeichner und Graphiker
- Vollmar, August (1893–1970), deutscher Politiker (SPD), MdL
- Vollmar, Bernd (* 1951), deutscher Kunsthistoriker und Denkmalpfleger
- Vollmar, Brigitte (* 1961), deutsche Medizinerin und Hochschullehrerin
- Vollmar, Fritz (* 1926), Schweizer Journalist und Umweltschützer
- Vollmar, Georg von (1850–1922), deutscher Politiker (SPD), MdR, MdL
- Vollmar, Harald (* 1947), deutscher Sportschütze und Trainer
- Vollmar, Heinrich (1839–1915), deutscher Bischof, preußischer Feldpropst
- Vollmar, Heinz (1936–1987), saarländisch-deutscher Fußballspieler
- Vollmar, Horst Christian (* 1967), deutscher Mediziner und Wissenschaftler
- Vollmar, Jocelyn (1925–2018), US-amerikanische Ballerina
- Vollmar, Johann Friedrich (1751–1818), Bildhauer des Klassizismus
- Vollmar, Jörg (1923–2008), deutscher Chirurg
- Vollmar, Klausbernd (* 1946), deutscher Psychologe, Autor sowie Traumspezialist
- Vollmar, Ludwig (1842–1884), Genremaler
- Vollmar, Matthias Rudolf (1893–1969), deutscher Jurist, Rechtsanwalt und Beigeordneter
- Vollmar, Maximilian (* 1985), deutscher SchauspielerMaximilian Vollmar (* 1985)

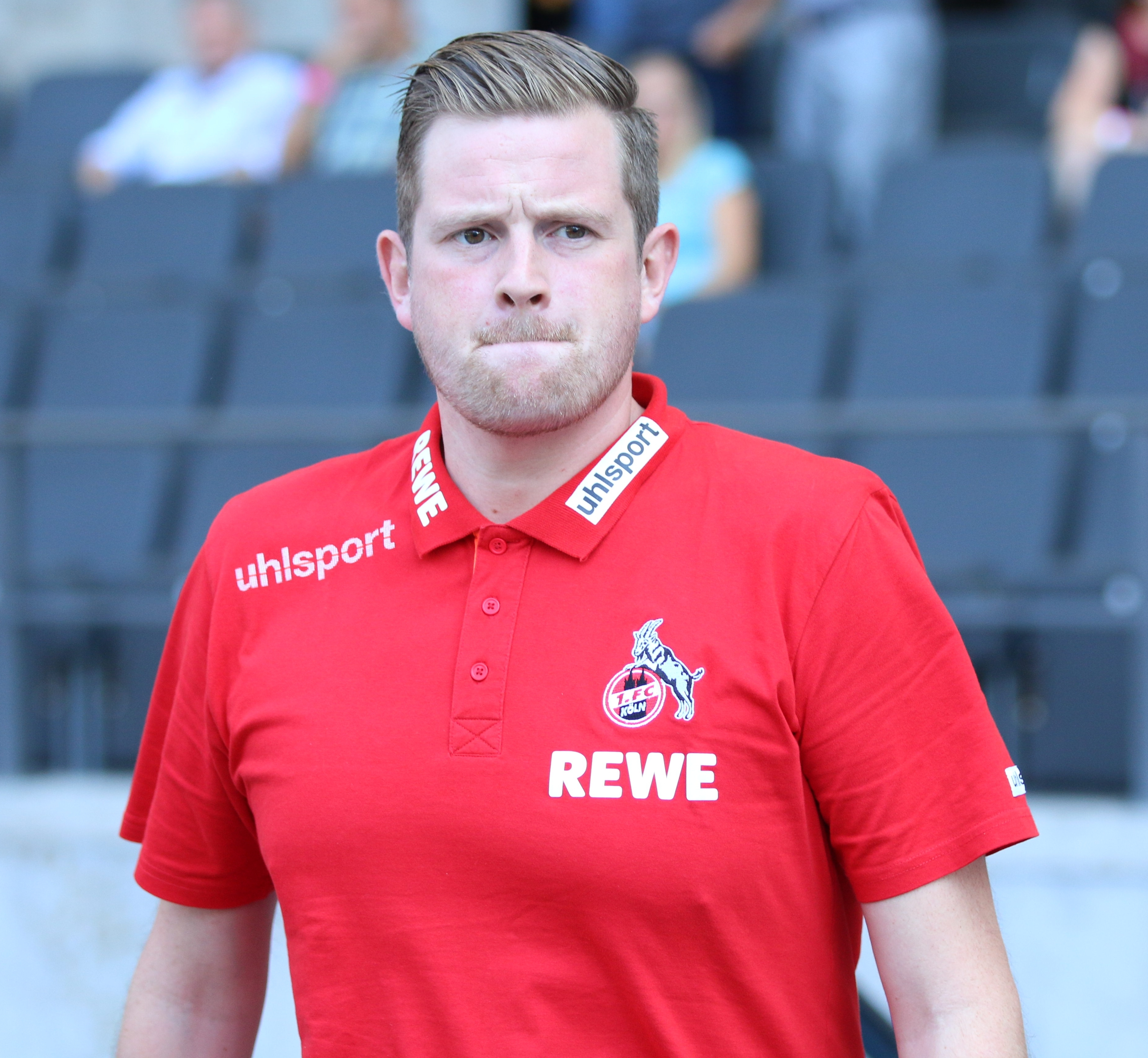
Maximilian Vollmar (* 1985)

- Vollmar, Neele (* 1978), deutsche Filmregisseurin
- Vollmar, Paul (1934–2021), deutscher Ordenspriester, römisch-katholischer Theologe und Weihbischof im Bistum Chur
- Vollmar, Roland (* 1939), deutscher Informatiker und Hochschullehrer
- Vollmar, Wolf (1929–2009), deutscher Regisseur
- Vollmar-Libal, Sabine (1934–2015), deutsche Diplomatin
- Völlmeke, Monika (1946–2017), deutsche Juristin, Richterin am Bundesfinanzhof
- Vollmer, Adolph Friedrich (1806–1875), deutscher Landschafts- und Marinemaler und Grafiker
- Vollmer, Andreas (* 1966), deutscher Volleyball-Trainer
- Vollmer, Anna-Lena (* 1994), deutsche Fußballspielerin
- Vollmer, Antje (1943–2023), deutsche Politikerin (Bündnis 90/Die Grünen), MdBAntje Vollmer (1943–2023)

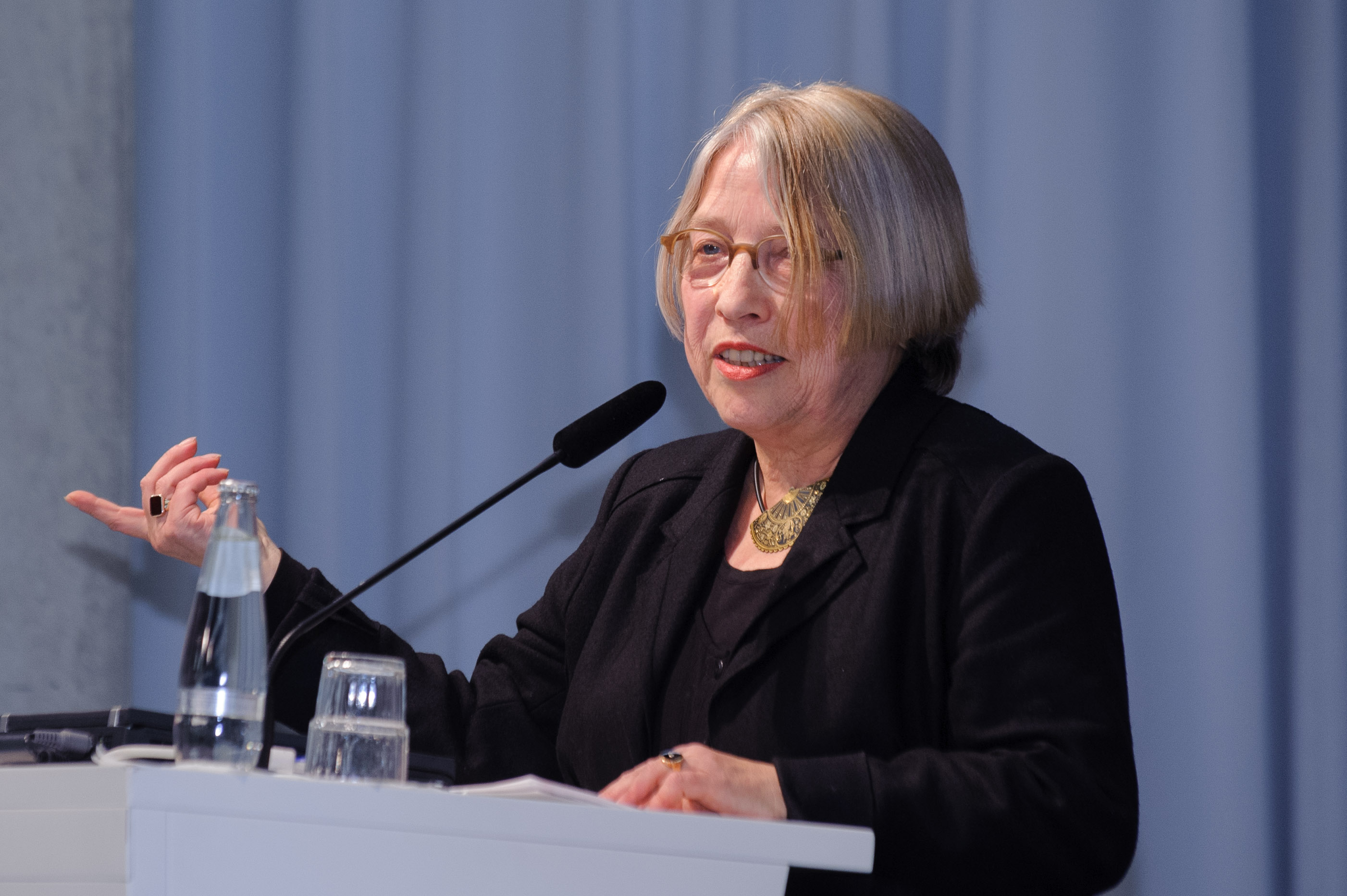
Antje Vollmer (1943–2023)

- Vollmer, Arthur (1849–1927), deutscher Schauspieler
- Vollmer, Bernhard (1886–1958), deutscher Historiker und Archivar
- Vollmer, Bernhard (1902–1973), deutscher Politiker (CDU), MdBB
- Vollmer, Christine, deutsche Juristin, Rechtsanwältin und ehemalige Richterin
- Vollmer, Dana (* 1987), US-amerikanische Schwimmerin
- Vollmer, Elke (* 1961), deutsche Leichtathletin
- Vollmer, Erwin (1884–1973), deutscher Maler, Grafiker und Bildhauer
- Vollmer, Eva Christina (1947–2004), deutsche Kunsthistorikerin, Musikwissenschaftlerin und Germanistin
- Vollmer, Florian (* 1984), deutscher Eishockeyspieler
- Vollmer, Friedrich (1867–1923), deutscher Klassischer Philologe
- Vollmer, Gerhard (* 1943), deutscher Physiker und Philosoph
- Vollmer, Gisela (1922–2005), deutsche Historikerin und Archivarin
- Vollmer, Gottfried (1768–1815), deutscher Verleger und Buchhändler
- Vollmer, Gottfried (* 1906), deutscher Automobilrennfahrer
- Vollmer, Gottfried (* 1953), deutscher SchauspielerGottfried Vollmer (* 1953)

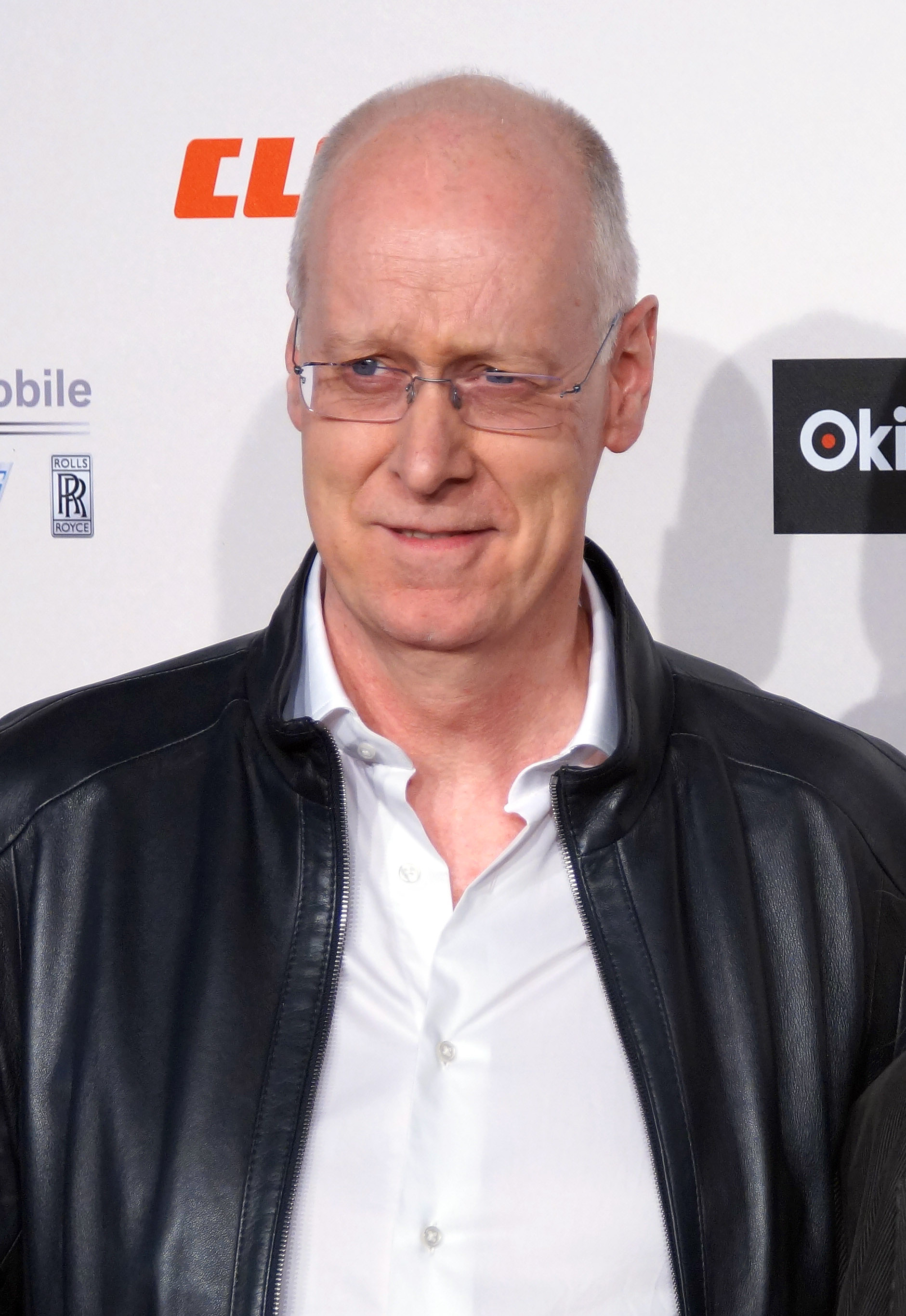
Gottfried Vollmer (* 1953)

- Vollmer, Günter (* 1940), deutscher Chemiker
- Vollmer, Hans (1871–1941), deutscher Pädagoge und Theologe
- Vollmer, Hans (1878–1969), deutscher Kunsthistoriker
- Vollmer, Hartmut (1957–2025), deutscher Germanist
- Vollmer, Heinrich (1885–1961), Firmengründer und Konstrukteur von Infanteriewaffen
- Vollmer, Helmut Johannes (* 1941), deutscher Sprachwissenschaftler (Angewandte Linguistik) und Fremdsprachendidaktiker (englisch)
- Vollmer, Henry (1867–1930), US-amerikanischer Politiker
- Vollmer, Herb (1895–1961), US-amerikanischer Wasserballspieler und Schwimmer
- Vollmer, Heribert (* 1964), deutscher Informatiker und Hochschullehrer
- Vollmer, Horst H. (1935–2020), deutscher Hörspielregisseur und -sprecher
- Vollmer, Isabel (* 1985), deutsche SchauspielerinIsabel Vollmer (* 1985)

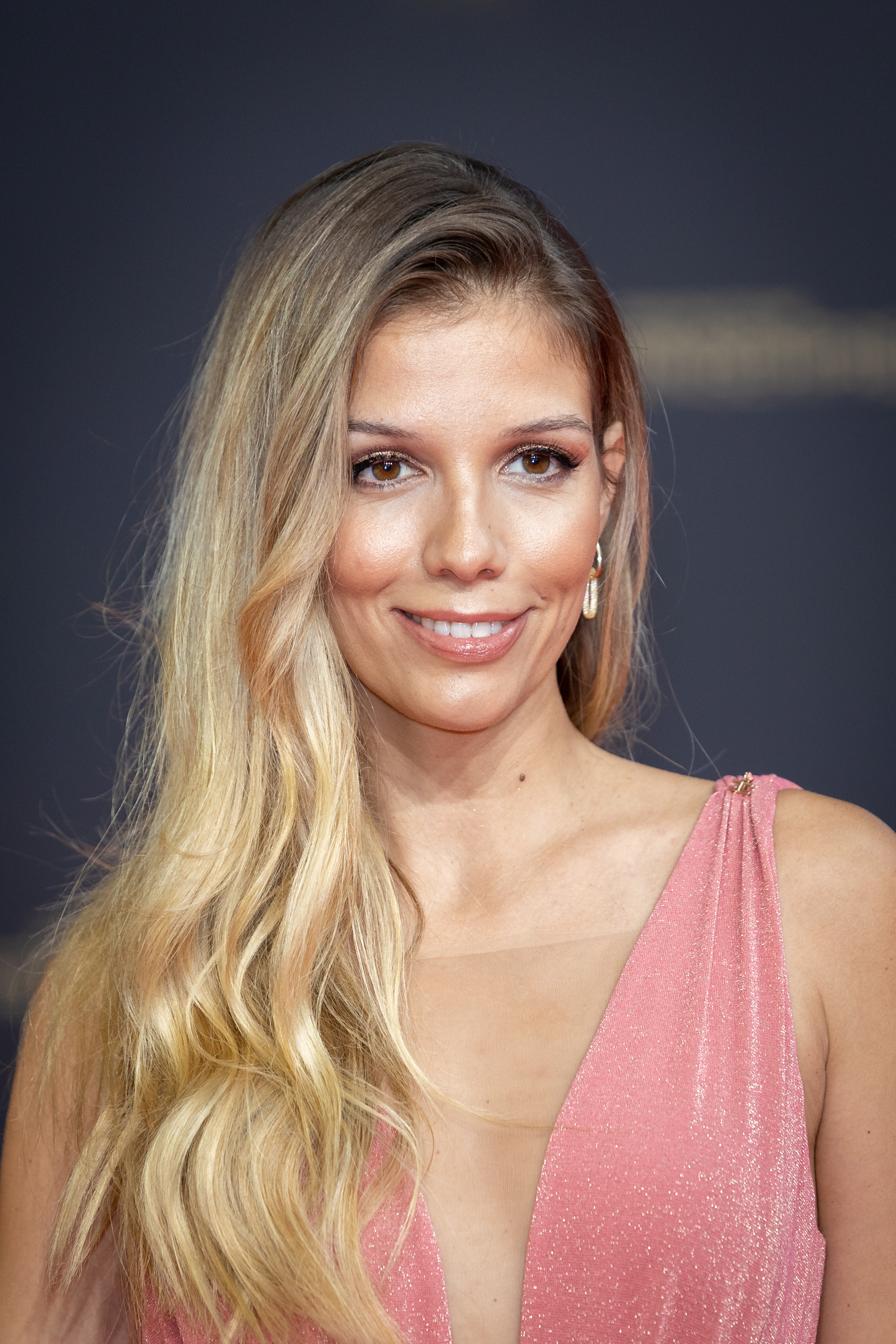
Isabel Vollmer (* 1985)

- Vollmer, Jana (* 1973), deutsch-tschechische Volleyball- und Beachvolleyballspielerin
- Vollmer, Joan (1923–1951), US-amerikanische Muse und Ehefrau von William S. Burroughs
- Vollmer, Jochen (1939–2014), deutscher evangelischer Theologe
- Vollmer, Jochen (* 1980), deutscher Eishockeyspieler
- Vollmer, Johannes (1845–1920), deutscher Architekt und Hochschullehrer
- Vollmer, Jörg (* 1957), deutscher Militär, Generalleutnant der Bundeswehr
- Vollmer, Joseph (1871–1955), deutscher Ingenieur und Automobilpionier
- Vollmer, Jule (* 1959), deutsche Schauspielerin und Autorin
- Vollmer, Julius (1927–2014), deutscher Schauspieler, Mitbegründer des Deutschen Staatstheaters Temeswar
- Vollmer, Jürg (* 1962), Schweizer Journalist
- Vollmer, Jürgen (* 1939), deutscher Fotograf
- Vollmer, Klaus (1930–2021), deutscher Brigadegeneral
- Vollmer, Klaus (1930–2011), deutscher Theologe und Autor zahlreicher Bücher
- Vollmer, Klaus (* 1959), deutscher Japanologe
- Vollmer, Kurt (1934–1998), deutscher Politiker (FDP), MdL
- Vollmer, Lisa (1937–2022), deutsche Politikerin (SPD), MdL
- Vollmer, Lothar (1936–2023), deutscher Rechtswissenschaftler und Hochschullehrer
- Vollmer, Ludger (* 1961), deutscher Musiker, Komponist und Diplompädagoge
- Vollmer, Manfred (* 1944), deutscher Fotograf
- Vollmer, Maria (* 1967), deutsche Kabarettistin
- Vollmer, Matthias (* 1962), deutscher Linguist und Hochschuldozent
- Vollmer, Michael (* 1957), deutscher Physiker und Professor
- Vollmer, Otto (1894–1978), deutscher Politiker (KPD), Gewerkschafter, MdL Württemberg
- Vollmer, Peter (* 1946), Schweizer Politiker (SP)
- Vollmer, Peter (* 1962), deutscher Kabarettist
- Vollmer, Ralf (* 1962), deutscher Fußballspieler und -trainer
- Vollmer, Sascha (* 1971), deutscher Rhythmusgitarrist, Sänger, Komponist und ProduzentSascha Vollmer (* 1971)

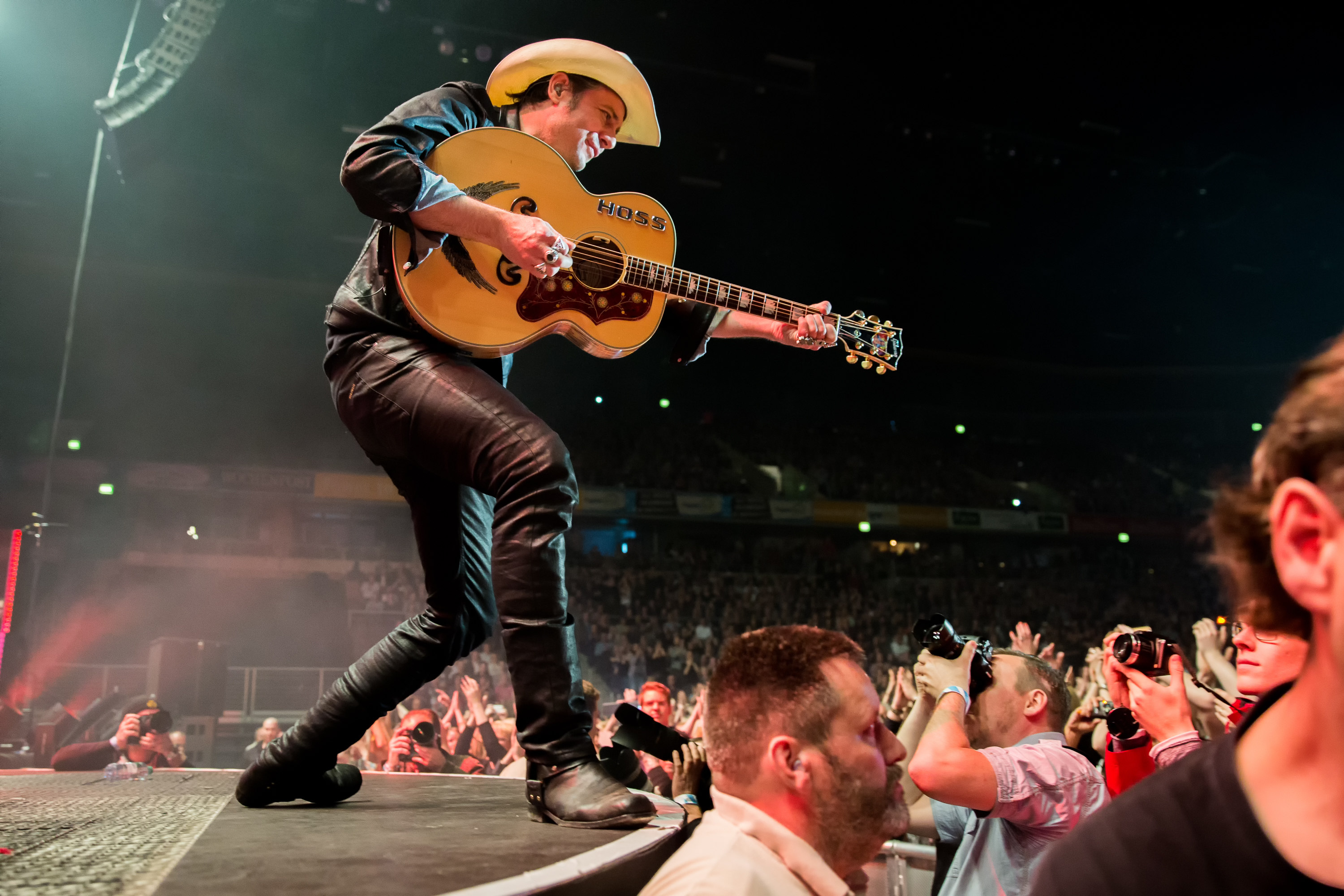
Sascha Vollmer (* 1971)

- Vollmer, Sebastian (* 1984), deutscher American-Football-SpielerSebastian Vollmer (* 1984)

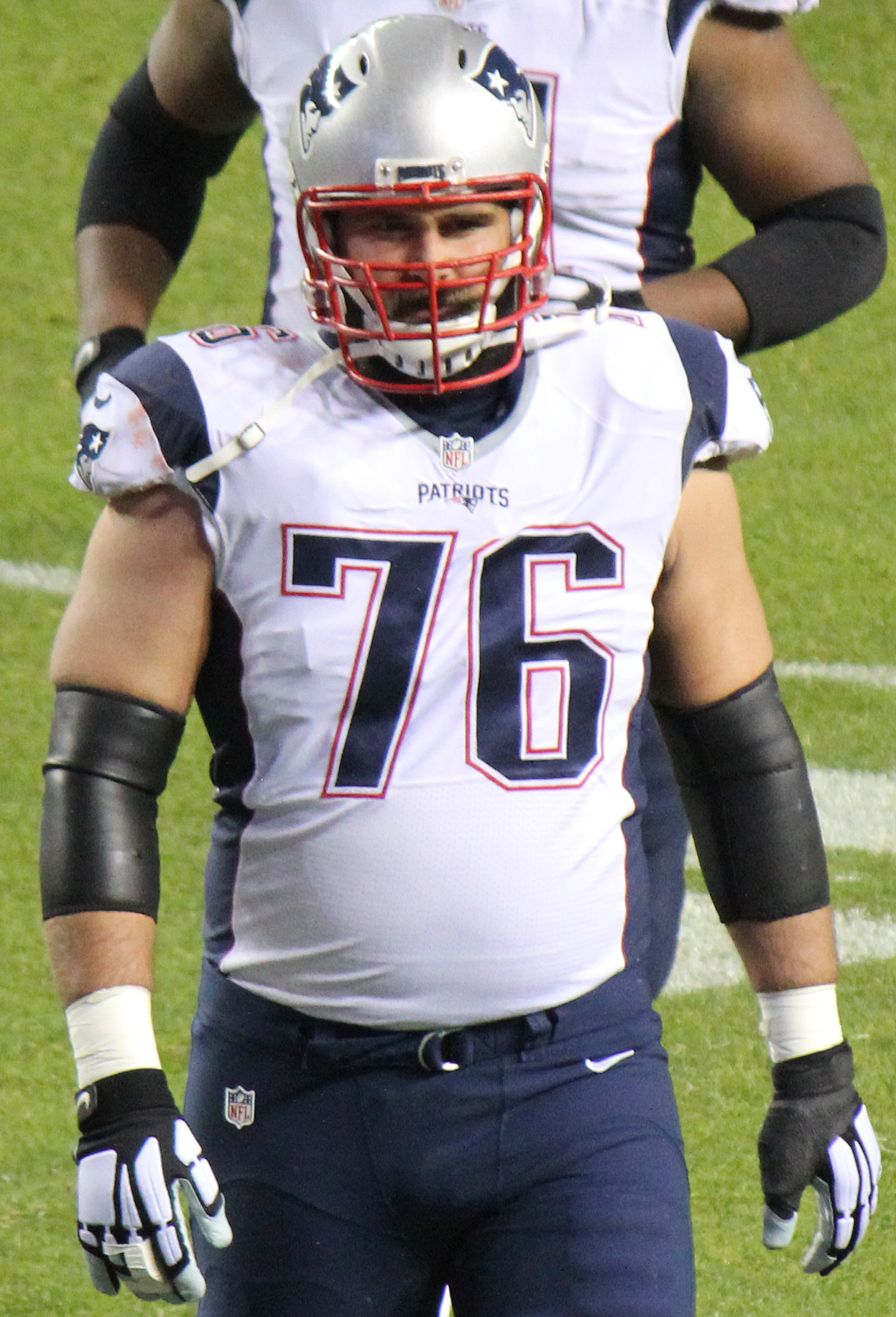
Sebastian Vollmer (* 1984)

- Vollmer, Theodor (1817–1899), deutscher Theaterschauspieler und -regisseur
- Vollmer, Thomas (* 1954), deutscher Erziehungswissenschaftler
- Vollmer, Tim (* 1946), US-amerikanischer Diskuswerfer
- Vollmer, Titus (* 1969), deutscher Musiker und Filmkomponist
- Vollmer, Vera (1874–1953), württembergische Wegweiserin der Mädchenbildung
- Vollmer, Volkert, deutscher American-Football-Spieler
- Vollmer, Walter (1903–1965), deutscher Schriftsteller
- Vollmer, Wolfgang (* 1952), deutscher Fotograf, Kurator und Dozent für Fotografie
- Vollmers, Claus (1878–1936), deutscher Landwirt und Politiker (DNVP, CNBL), MdL
- Vollmers, Johann (1753–1818), deutscher Kaufmann und Bremer Senator
- Vollmert, Manfred (* 1937), deutscher Metallgestalter
- Vollmert, Paul (* 1901), deutscher Parteifunktionär und Politiker (DBD), MdV
- Völlmin, Mike (* 1993), US-amerikanisch-schweizerischer Eishockeyspieler
- Vollmoeller, Karl Gustav (1878–1948), deutscher Archäologe, Philologe, Lyriker, Dramatiker, Schriftsteller, Drehbuchautor, Übersetzer
- Vollmoeller, Rudolf W. (1874–1941), deutsch-schweizerischer Textil-Unternehmer
- Vollmoeller, Thomas (* 1960), deutscher Manager
- Vollmoeller-Purrmann, Mathilde (1876–1943), deutsche Malerin
- Vollmöller, Emilie (1852–1894), deutsche Vertreterin der christlichen Sozialethik und Sozialreformerin
- Vollmöller, Hans Robert (1889–1917), deutscher Luftfahrtpionier
- Vollmöller, Johann (1750–1813), deutscher Historien- und Landschaftsmaler
- Vollmöller, Johann Georg (1742–1804), deutscher Theologe, Prinzenerzieher und Hofmeister, Hofprediger und Schriftsteller
- Vollmöller, Johann Heinrich Justus (1781–1854), deutscher Prinzenerzieher, Pfarrer und Mitglied des Seracher Dichterkreises
- Vollmöller, Karl (1848–1922), deutscher Philologe
- Vollmöller, Kurt (1890–1936), deutscher Schriftsteller
- Vollmöller, Robert (1849–1911), deutscher Unternehmer
- Vollmöller, Rudolf (1818–1868), deutscher Unternehmer
- Vollmöller, Theodora Elisabeth (1865–1934), deutsche Schriftstellerin und Frauenrechtlerin
- Vollmuth, Gudrun (* 1941), deutsche Schriftstellerin
- Vollmuth, Lorenz (1866–1934), deutscher Unternehmer
- Vollmuth, Ralf (* 1963), deutscher Sanitätsoffizier und Medizinhistoriker
- Völlmy Kudryavtsev, Ilja, russischer Organist und Pianist

#### Volln
- Vollnhals, Clemens (* 1956), deutscher Zeithistoriker
- Vollnhals, Isidor (* 1949), deutscher römisch-katholischer Geistlicher, Dompropst und Generalvikar des Bistums Eichstätt
- Vollnhofer, Eberhard (1934–2019), österreichischer Abt
- Vollnhofer, Thomas (* 1984), österreichischer Fußballspieler

#### Vollo
- Vollon, Antoine (1833–1900), französischer Maler

#### Vollp
- Vollprecht, Helmut (* 1941), deutscher Rennrodler

#### Vollr
- Vollrath, Christian (1799–1871), deutscher Pädagoge und Braillist in Weimar und Begründer der Blindenbetreuung
- Vollrath, Ernst (1932–2004), deutscher politischer Philosoph
- Vollrath, Hanna (* 1939), deutsche Historikerin und Hochschullehrerin
- Vollrath, Hans-Joachim (* 1934), deutscher Didaktiker, emeritierter Professor für Didaktik der Mathematik
- Vollrath, Hermann (1840–1912), deutscher Maschinenbau-Ingenieur und Unternehmer
- Vollrath, Johannes (1940–2013), deutscher Maler
- Vollrath, Karl (1857–1915), deutscher Journalist und Politiker (DFP), MdR
- Vollrath, Mark (* 1962), deutscher Verkehrspsychologe
- Vollrath, Patrick (* 1985), deutscher Drehbuchautor und FilmregisseurPatrick Vollrath (* 1985)

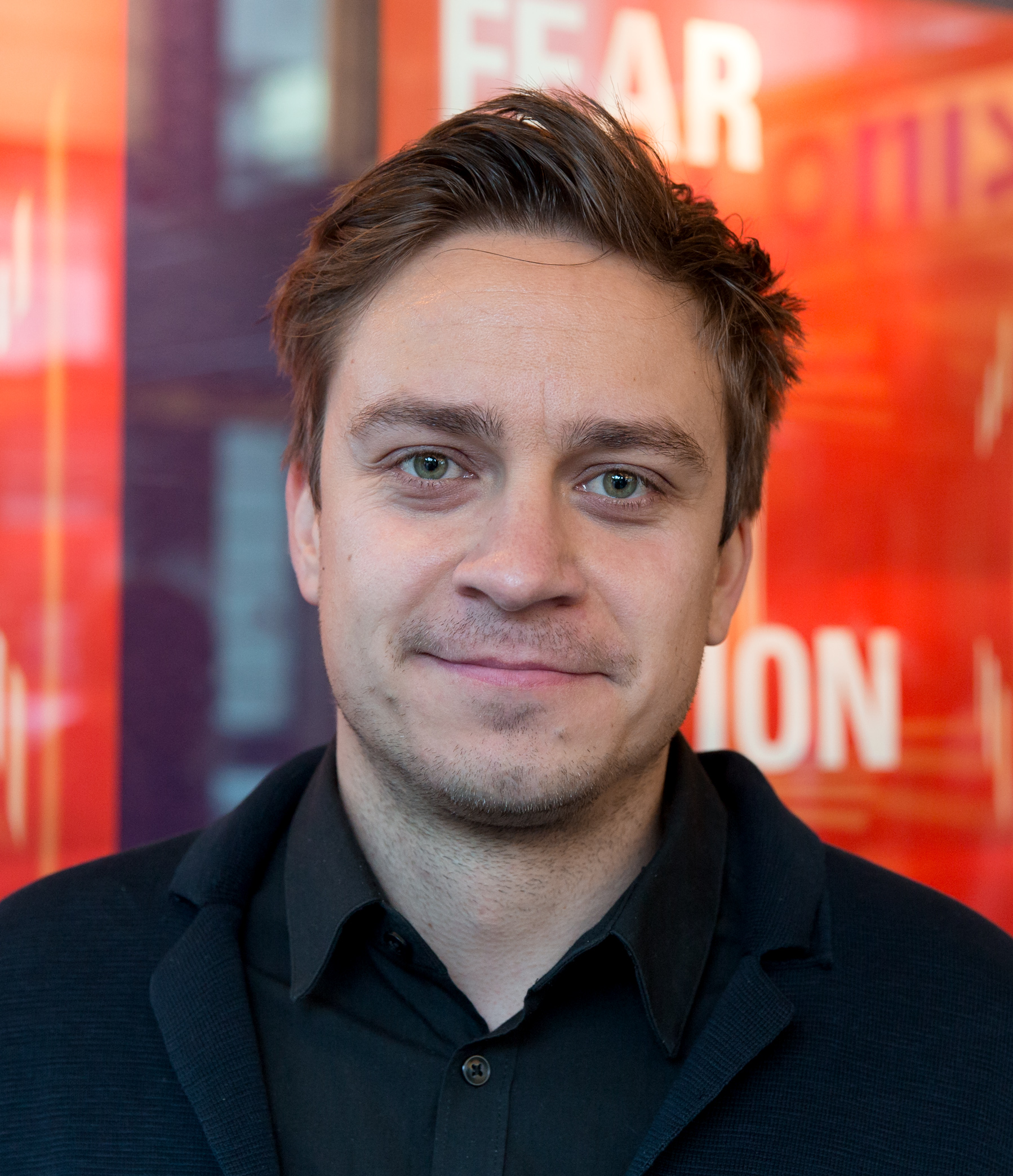
Patrick Vollrath (* 1985)

- Vollrath, Paul (1899–1965), deutscher Politiker (NSDAP), MdR (1940–1945)
- Vollrath, Raven (1980–2005), deutscher Saisonarbeiter und Mordopfer
- Vollrath, Richard (1848–1934), deutscher Cellist
- Vollrath, Siegfried (1928–2018), deutscher Fußballspieler
- Vollrath, Werner (1895–1973), deutscher Architekt und Denkmalpfleger
- Vollrath, Wilhelm (1887–1968), deutscher evangelischer Theologe und Religionsphilosoph

#### Volls
- Vollsack, Johann Gottlob (* 1699), deutscher evangelischer Theologe
- Vollsack, Robert Julius (1804–1888), deutscher Jurist
- Vollstädt-Klein, Sabine (* 1973), deutsche Wissenschaftlerin, Professorin für Neurowissenschaften
- Vollstedt, Arthur (1892–1969), deutscher Eisschnellläufer
- Vollstedt, Michael (1942–2020), deutscher Generalmajor

#### Vollu
- Volluz, Joël (* 1991), Schweizer Bergrennfahrer im Automobilsport

#### Vollw
- Vollweider, Johann Jakob (1834–1891), deutscher Maler und Zeichenlehrer
- Vollweiler, Georg Jacob (1770–1847), deutscher Komponist, Pianist und Musikpädagoge
- Vollweiler, Walter (1912–1991), deutscher Fußballspieler

### Volm
- Volm, Konrad (1897–1958), deutscher Politiker (NSDAP), MdR
- Volm, Saralisa (* 1985), deutsche SchauspielerinSaralisa Volm (* 1985)

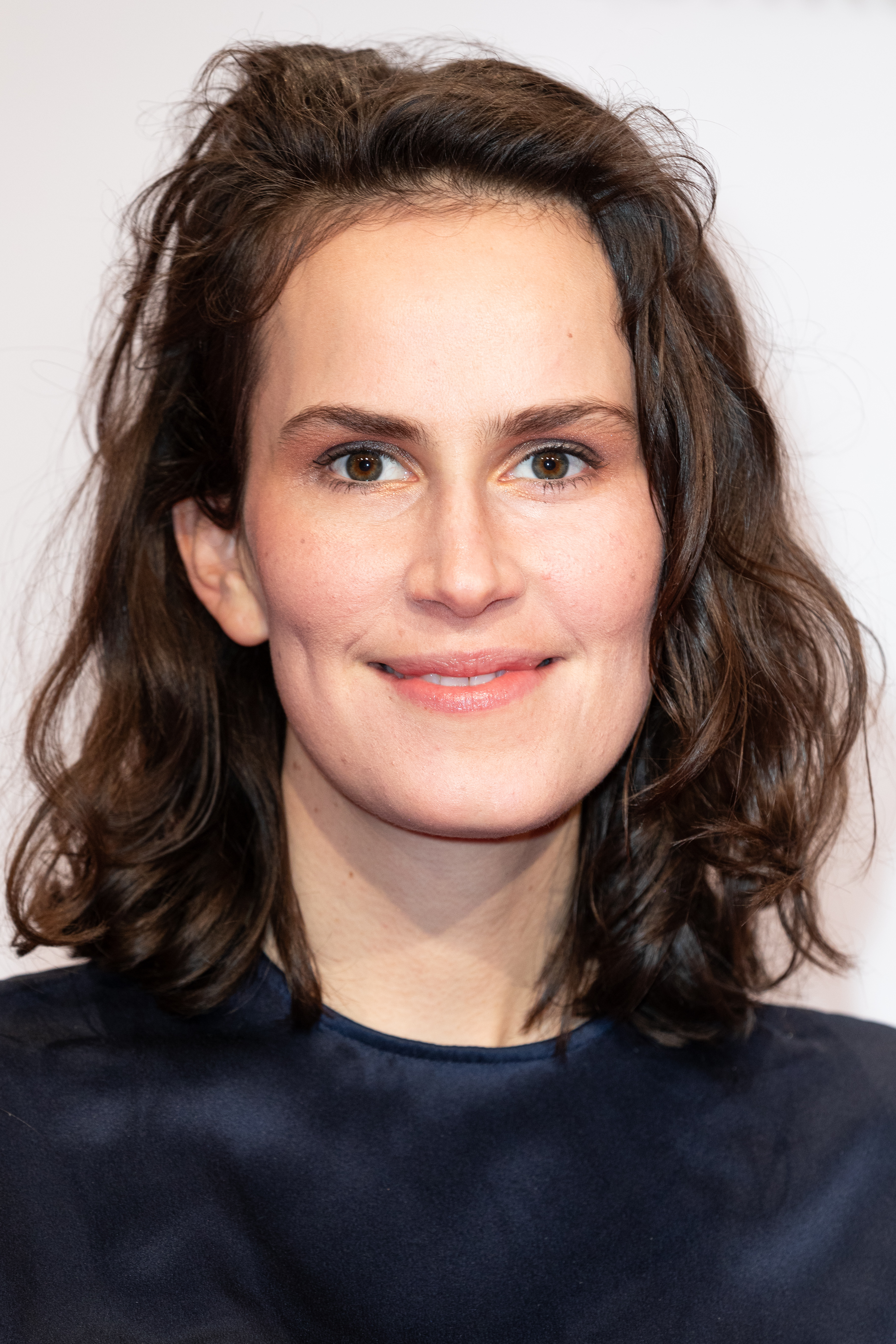
Saralisa Volm (* 1985)

- Volman, Josef (1883–1943), tschechischer Unternehmer
- Volman, Mark (* 1947), US-amerikanischer Rockmusiker und Sänger
- Volmann, Georg (1611–1668), deutscher Benediktiner und Probst
- Volmar, Isaak (1582–1662), habsburgischer Hofbeamter und kaiserlicher Gesandter beim Westfälischen Friedenskongress
- Volmar, Joseph Simon (1796–1865), Schweizer Maler, Bildhauer, Lithograf und Kunstlehrer
- Volmar, Melchior (1497–1560), Jurist und Philologe, Humanist
- Volmar, Otto Heinrich Julius Leopold (1804–1883), Innen- und Finanzminister im Kurfürstentum Hessen
- Volmar, Paul (1832–1906), Schweizer Maler, Zeichner, Illustrator, Redakteur, Autor, Kunstpädagoge und Hochschullehrer
- Volmar, Theodor (1847–1937), Schweizer Maler, Zeichner und Kunstpädagoge
- Völmecke, Jens-Uwe (* 1966), deutscher Musikwissenschaftler, Autor und Hörfunkmoderator
- Volmer in St. Jacobstraß, deutscher Schöffe und Bürgermeister der Freien Reichsstadt Aachen
- Volmer, Arnold, deutscher Schöffe und Bürgermeister der Freien Reichsstadt Aachen
- Volmer, Arvo (* 1962), estnischer Dirigent
- Volmer, Berta (1908–2000), deutsche Violinisten, Bratschisten und Musikpädagogin
- Volmer, Günter (1922–2010), deutscher Ingenieur, Gewerkschafter und Politiker (CDU), MdL, MdB
- Volmer, Hardi (* 1957), estnischer Filmemacher, Regisseur, Sänger und Politiker, Mitglied des Riigikogu
- Volmer, Helmuth (1909–1971), deutscher Filmproduktionsleiter
- Volmer, Johannes (1930–2015), deutscher Ingenieur und Professor für Getriebetechnik
- Volmer, Judith (* 1976), deutsche Psychologin und Hochschullehrerin
- Volmer, Lisa (1917–1993), deutsche Politikerin (SPD), MdL
- Volmer, Ludger (* 1952), deutscher Politiker (Bündnis 90/Die Grünen), MdB
- Volmer, Max (1885–1965), deutscher Chemiker mit dem Schwerpunkt Physikalische Chemie (Reaktionskinetik)Max Volmer (1885–1965)

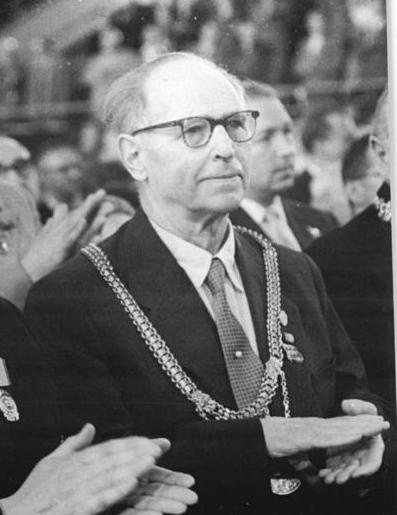
Max Volmer (1885–1965)

- Volmer, Max-Josef (1874–1948), deutscher Jurist
- Volmer, Peter (* 1958), deutscher Stabhochspringer
- Volmer, Rudolf (1821–1878), deutscher Architekt
- Volmer, Steffen (* 1955), deutscher Grafiker und Buchillustrator
- Volmer, Walter, deutscher Schöffe und Bürgermeister der Freien Reichsstadt Aachen
- Volmering, Sven (* 1976), deutscher Politiker (CDU)
- Volmert, Anton (1909–1989), deutscher Politiker (CDU), MdL
- Volmert, Martin (1893–1958), deutscher Politiker der CDU
- Volmirus von Lebus († 1284), Bischof von Lebus (1283 bis 1284)

### Voln
- Volnais, Mademoiselle (1786–1837), französische Schauspielerin
- Volner, János (* 1969), ungarischer Politiker
- Volney, Constantin François (1757–1820), französischer Reisender, Orientalist und Geschichtsphilosoph
- Volny, Patrycja (* 1988), polnische Schauspielerin und Sängerin

### Volo
- Voloch, Felipe (* 1963), brasilianischer Mathematiker
- Voloder, Robert (* 2001), deutsch-bosnisch-herzegowinischer Fußballspieler
- Volodin, Aleksandr (* 1990), estnischer Schachspieler
- Volodin, Alexei (* 1977), russischer Pianist
- Volodos, Arcadi (* 1972), russischer PianistArcadi Volodos (* 1972)

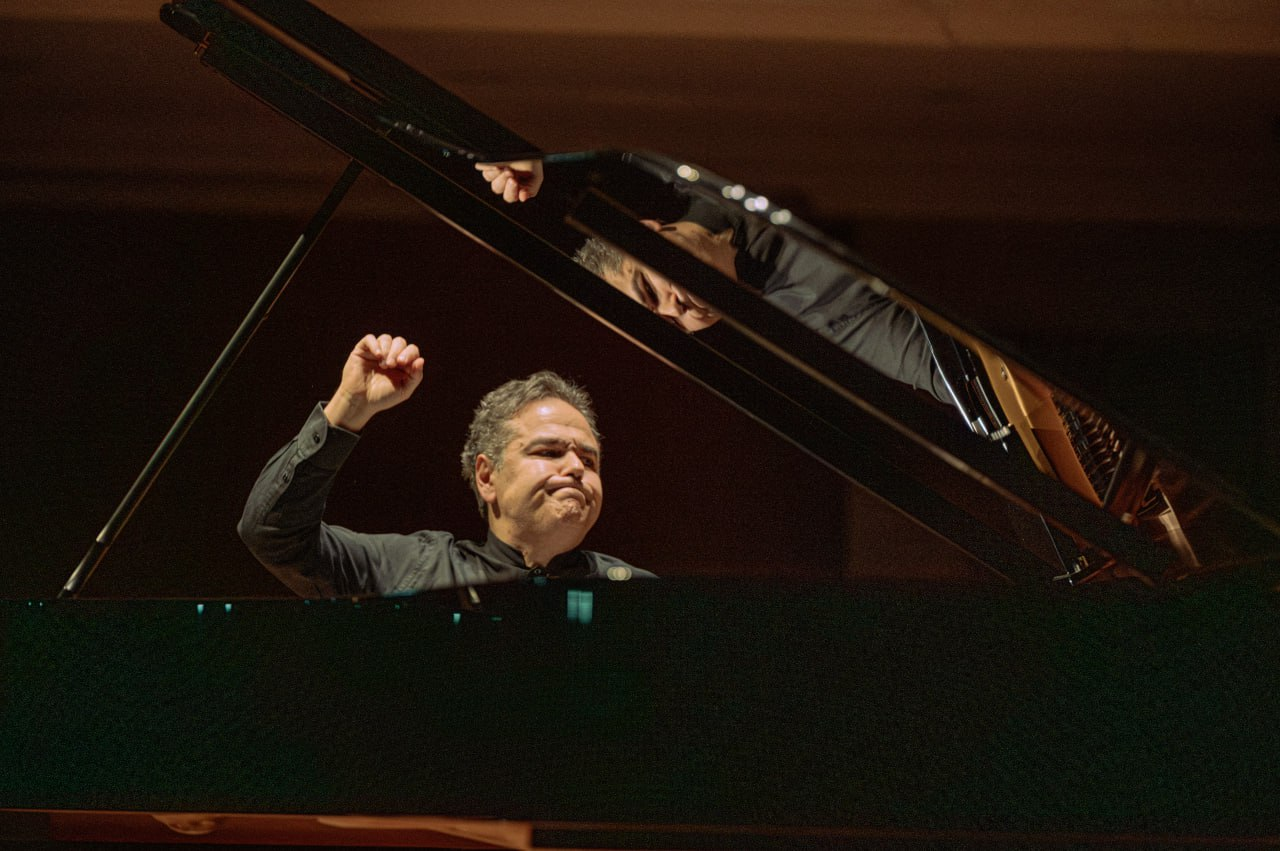
Arcadi Volodos (* 1972)

- Vologaeses I., König des Partherreiches (51–76/80)
- Vologaeses II., Usurpator im Partherreich
- Vologaeses III., König des Partherreiches (etwa 105–147)
- Vologaeses IV., König des Partherreiches (147/148–191/193)
- Vologaeses V., König des Partherreiches (191/93–um 207)
- Vologaeses VI., König des Partherreiches (207–227)
- Volonté, Darío (* 1963), argentinischer Opernsänger (Tenor)
- Volonté, Eraldo (1918–2003), italienischer Jazzmusiker (Saxophon, Komposition, Bandleader)
- Volonté, Gian Maria (1933–1994), italienischer SchauspielerGian Maria Volonté (1933–1994)

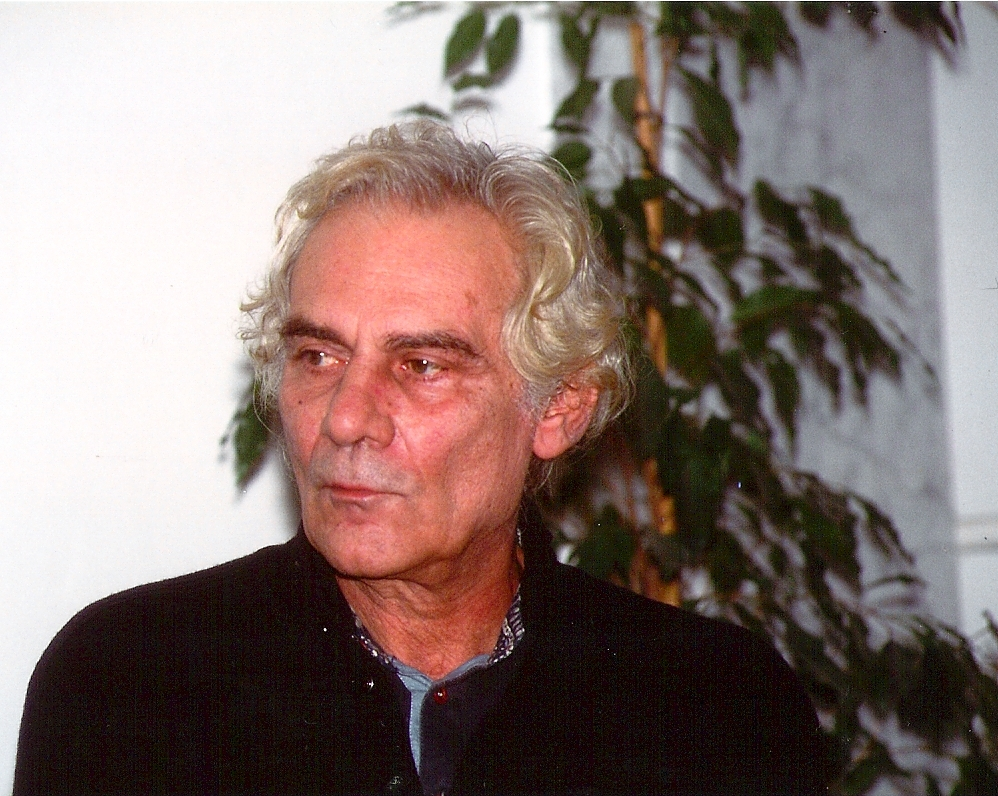
Gian Maria Volonté (1933–1994)

- Volontè, Luca (* 1966), italienischer Politiker
- Volonterio, Annina (1888–1972), Schweizer Schriftstellerin
- Volonterio, Ottorino (1917–2003), Schweizer Automobilrennfahrer
- Voloshchuk, Angelina (* 2007), portugiesische Tennisspielerin
- Voloshin, Julian (1909–1989), US-amerikanischer Schauspieler
- Vološin, Leon (* 1964), tschechischer Schachgroßmeister

### Volp
- Volp, Ulrich (* 1971), deutscher Theologe und Professor für Kirchengeschichte
- Volpati, Domenico (* 1951), italienischer Fußballspieler
- Volpato, Giovanna (* 1975), italienische Marathonläuferin
- Volpatti, Aaron (* 1985), kanadischer Eishockeyspieler
- Volpe, Francesco (* 1986), italienischer Fußballspieler
- Volpe, Gioacchino (1876–1971), italienischer Politiker, Autor und Historiker
- Volpe, Giovanni Antonio (1513–1588), italienischer römisch-katholischer Geistlicher, Bischof von Como und Apostolischer Nuntius in der Schweiz
- Volpe, Giovanni Battista († 1691), italienischer Komponist und Kapellmeister am Markusdom
- Volpe, John (1908–1994), US-amerikanischer Politiker
- Volpe, Mario (1936–2013), kolumbianischer Kunstmaler
- Volpe, Paul (* 1981), US-amerikanischer Pokerspieler
- Volpe, Petra (* 1970), italienisch-schweizerische Drehbuchautorin und Regisseurin
- Volpecina, Giuseppe (* 1961), italienischer Fußballspieler
- Völpel, Gustav (1901–1959), deutscher Scharfrichter und Krimineller
- Volpelière, Flora, französische Filmeditorin
- Volpenhein, Bryan (* 1976), US-amerikanischer Ruderer
- Volpentest, Tony (* 1973), US-amerikanischer Leichtathlet
- Volpert, Dieter (1937–2019), deutscher Religionspädagoge und Schriftsteller
- Volpert, Guy-Pierre (1916–2000), französischer Eishockeyspieler
- Volpert, Heinz (1932–1986), deutscher Stasi-Offizier, Sonderbeauftragter Devisenbeschaffung im MfS
- Volpert, Larissa (1926–2017), estnische Romanistin und Schachspielerin
- Volpert, Walter (* 1942), deutscher Psychologe und Hochschullehrer
- Volpi Neto, Alvino (* 1992), brasilianischer Fußballspieler
- Volpi, Alberto (* 1962), italienischer Radrennfahrer
- Volpi, Alfredo (1896–1988), italienisch-brasilianischer Maler
- Volpi, Alice (* 1992), italienische Florettfechterin
- Volpi, Demis (* 1985), deutsch-argentinischer Choreograph und Opernregisseur
- Volpi, Fidenzio († 2015), italienischer Kapuziner
- Volpi, Franco (1952–2009), italienischer Philosoph und Hochschullehrer
- Volpi, Giovanni (1860–1931), italienischer Geistlicher
- Volpi, Giovanni (* 1938), italienischer Gründer des Automobil-Rennstalls Scuderia Serenissima
- Volpi, Giovanni Antonio (1686–1766), italienischer Verleger und Philologe
- Volpi, Giovanni Pietro (1585–1636), italienischer Geistlicher und Bischof von Novara
- Volpi, Giuseppe (1877–1947), italienischer Unternehmer und PolitikerGiuseppe Volpi (1877–1947)

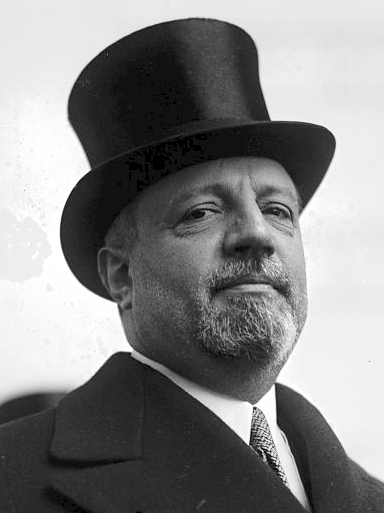
Giuseppe Volpi (1877–1947)

- Volpi, Jorge (* 1968), mexikanischer Schriftsteller
- Volpi, Luis (* 1920), uruguayischer Fußballspieler
- Volpi, Primo (1916–2006), italienischer Radrennfahrer
- Volpi, Sergio (* 1974), italienischer Fußballspieler
- Volpi, Tiago (* 1990), brasilianischer Fußballtorhüter
- Volpi, Volpiano (1559–1629), italienischer römisch-katholischer Geistlicher, Erzbischof von Chieti und Bischof von Novara
- Volpicelli, Caterina (1839–1894), Gründerin der Ancelle del Sacro Cuore di Caterina Volpicelli
- Volpinari, Antonio Lazzaro (* 1943), san-marinesischer Politiker
- Volpini, Giuseppe (1670–1729), italienischer Bildhauer und Stuckateur
- Volponi, Paolo (1924–1994), italienischer Schriftsteller und Politiker
- Volprecht, Wolfgang († 1528), deutscher Theologe und Reformator

### Volq
- Volquardsen, Carsten (1902–1941), deutscher NS-Funktionär und SA-Führer
- Volquardsen, Carsten Redlef (1824–1875), deutscher klassischer Philologe und Lehrer
- Volquardsen, Christian August (1840–1917), deutscher Althistoriker
- Volquardsen, Jens Volkert (1936–2024), deutscher Kommunalpolitiker und Rechtsanwalt
- Volquartz, Angelika (* 1946), deutsche Politikerin (CDU), MdL, MdBAngelika Volquartz (* 1946)

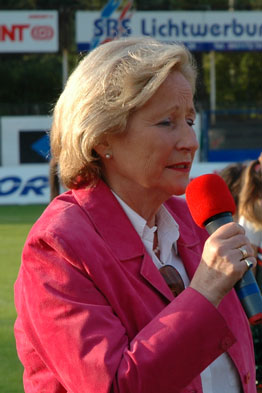
Angelika Volquartz (* 1946)

- Volquartz, Ove (* 1949), deutscher Fusion-, Jazz- und Improvisationsmusiker

### Volr
- Volrábová, Alena (* 1959), tschechische Kunsthistorikerin
- Volrad von Krempa († 1302), Bischof von Brandenburg

### Vols
- Völs, Gerd (1909–1991), deutscher Ruderer
- Vols, Guido (* 1995), niederländischer Eishockeyspieler
- Völsch, Gabriele (* 1970), deutsche Schauspielerin
- Völsch, Thomas (1958–2017), deutscher Politiker (SPD), MdHB
- Völsch, Yuri (* 2002), deutscher Schauspieler
- Völschow, Joachim (1591–1664), deutscher Jurist
- Völschow, Martin († 1546), Ratsherr von Greifswald
- Völschow, Martin (1546–1613), Bürgermeister von Greifswald
- Völschow, Mövius (1588–1650), lutherischer Theologe und Generalsuperintendent von Pommern-Wolgast
- Völschow, Werner (1933–2018), deutscher Sänger, Kulturwissenschaftler und Rezitator
- Völsing, Erwin (1909–1986), deutscher Musikwissenschaftler
- Volsky, Paula, US-amerikanische Schriftstellerin
- Volstad, Chris (* 1986), US-amerikanischer Baseballspieler
- Volstead, Andrew (1860–1947), US-amerikanischer Politiker

### Volt
- Volt, Ghalia, belgische Bluesrock-Sängerin, Gitarristin und Songwriterin
- Volt, Jessie (* 1990), französische Pornodarstellerin
- Volta, Alessandro (1745–1827), italienischer Physiker, Begründer der ElektrizitätslehreAlessandro Volta (1745–1827)

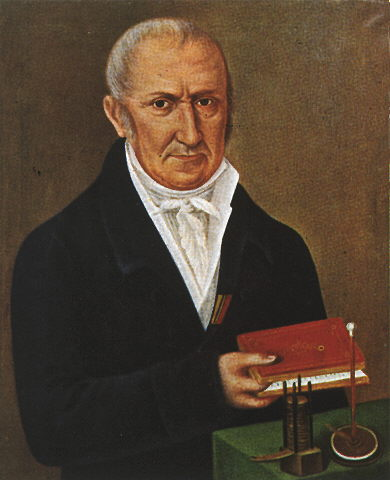
Alessandro Volta (1745–1827)

- Volta, Giovanni (1928–2012), italienischer Geistlicher und Bischof von Pavia
- Volta, Giovanni Serafino (1764–1842), italienischer Geistlicher, Mineraloge und Paläontologe
- Volta, Luigi (1876–1952), italienischer Astronom und Asteroidenentdecker
- Volta, Massimo (* 1987), italienischer Fußballspieler
- Volta, Vittorio Dalla (1918–1982), italienischer Mathematiker
- Volta-Löffler, Irma (* 1934), österreichische Volksschullehrerin, Schriftstellerin und Malerin
- Voltacilius Plotus, Lucius, römischer Rhetor und Biograph
- Voltage, Vince, deutscher Fotokünstler und Musiker
- Voltaire (1694–1778), französischer Schriftsteller und PhilosophVoltaire (1694–1778)

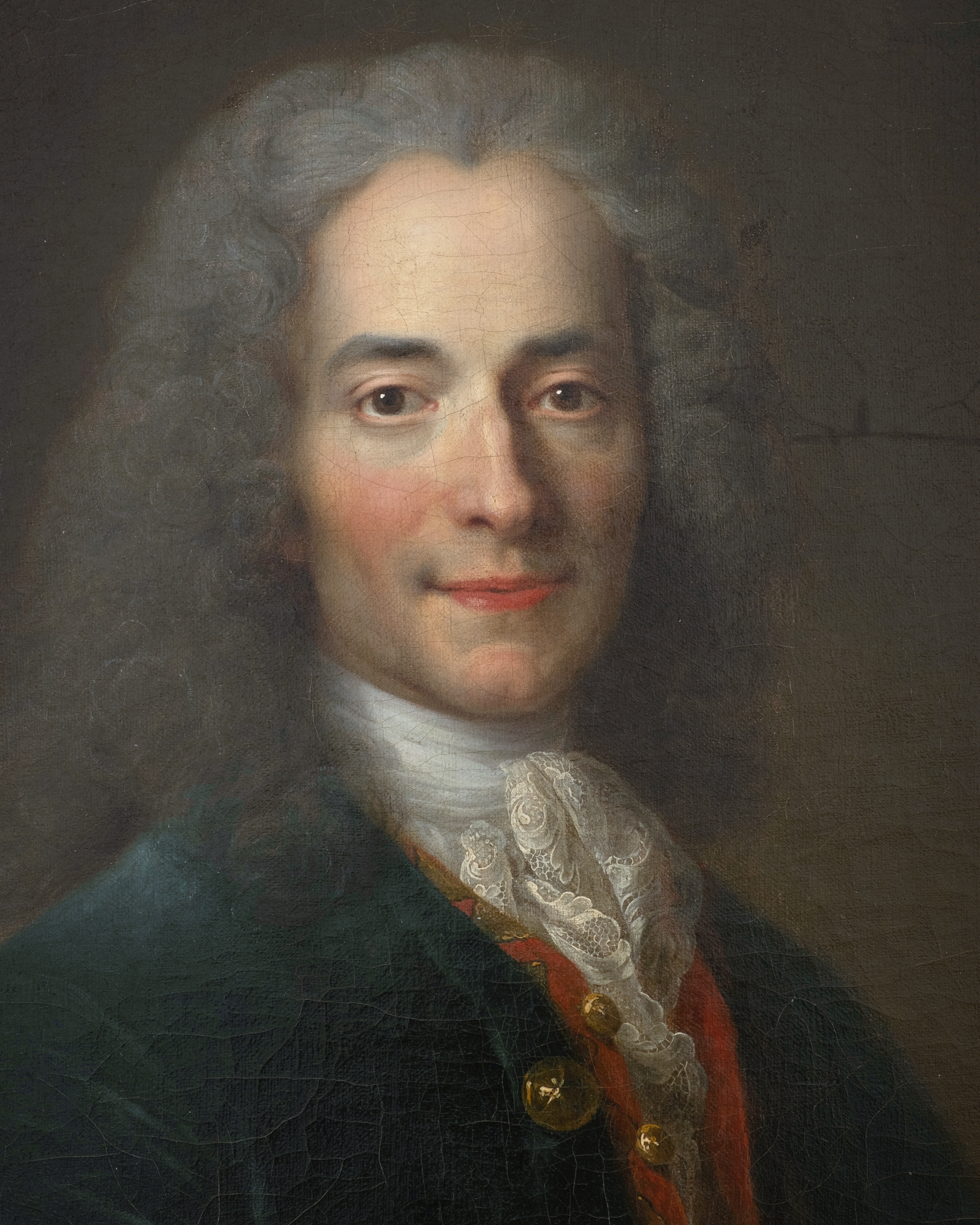
Voltaire (1694–1778)

- Voltaire (* 1967), kubanoamerikanischer Musiker
- Voltaire, Leslie (* 1949), haitianischer Politiker
- Voltelen, Florentius Jacobus (1753–1795), niederländischer Mediziner und Chemiker
- Voltelini, Hans von (1862–1938), österreichischer Jurist, Historiker, Rechtshistoriker und Hochschullehrer
- Volten, André (1925–2002), niederländischer Bildhauer
- Voltenauer, Marc (* 1973), Schweizer Schriftsteller
- Völter, Bettina (* 1964), deutsche Soziologin und Politologin, Rektorin der Alice Salomon Hochschule
- Völter, Hans (1890–1944), deutscher Politiker (SPD), MdR
- Völter, Markus (* 1974), deutscher Fachbuchautor und Referent zum Thema Softwarearchitektur
- Völter, Philipp Jakob (1757–1840), deutscher Knabenschulmeister, Musikdirektor, Volksschulpädagoge
- Volter, Philippe (1959–2005), belgischer Schauspieler
- Völter, Theodor (1847–1910), württembergischer Oberamtmann
- Volterra, Vito (1860–1940), italienischer Mathematiker und Physiker
- Volters, Eduard (1904–1972), österreichischer Schauspieler, Regisseur und Dramaturg
- Volters, Grete (1901–1996), österreichische Kostümbildnerin bei Bühne und Film
- Voltio, Julio (* 1977), puerto-ricanischer Rapper
- Voltmann, Heinrich (1830–1909), deutscher Orgelbauer
- Voltmer, Erich (1913–1983), deutscher Journalist
- Voltmer, Federico (1854–1921), deutscher Maler
- Voltmer, Sebastian (* 1981), deutscher Filmemacher, Komponist und Astrofotograf
- Voltmer, Walter (1884–1972), deutscher Maler
- Voltolini Esti, Lorenzo (* 1948), italienischer Geistlicher, emeritierter römisch-katholischer Erzbischof von Portoviejo
- Voltolini, Rudolf (1819–1889), deutscher Mediziner
- Volturcius, Titus, Angehöriger der Catilinarischen Verschwörung
- Voltz, Bernhard Ludwig Friedrich von (1791–1872), bayerischer Regierungsbeamter und Regierungspräsident von Oberfranken
- Voltz, Friedrich (1817–1886), deutscher Tier- und Landschaftsmaler
- Voltz, Hans (1861–1916), deutscher Industrieller Interessenvertreter und Politiker (Nationalliberal)
- Voltz, Johann Michael (1784–1858), deutscher Kupferstecher und Grafiker
- Völtz, Jürgen (* 1943), deutscher Rechtsanwalt und Fachanwalt für Verkehrsrecht
- Voltz, Ludwig (1825–1911), deutscher Tier- und Landschaftsmaler sowie Zeichner und Illustrator
- Voltz, Ludwig (1863–1931), deutscher Bibliothekar
- Voltz, Philippe Louis (1785–1840), französischer Bergbauingenieur, Metallurge und Fossiliensammler
- Voltz, Ralph (* 1969), deutscher Zeichner und Illustrator
- Voltz, Sebastian (* 1980), deutscher Konzertpianist (auch Jazz), Komponist und Interpret Neuer Musik
- Voltz, William (1938–1984), deutscher Schriftsteller
- Völtzer, Friedrich (1895–1951), deutscher Politiker
- Voltzok, Jonathan (* 1983), israelischer Jazzmusiker

### Volu
- Volumier, Jean-Baptiste († 1728), flämischer Violinist und Komponist
- Volumnia, antike römische Schauspielerin
- Volumnius Flamma Violens, Lucius, römischer Konsul 307 v. Chr. und 296 v. Chr.
- Volungevičius, Justas (* 1985), litauischer Bahn- und Straßenradrennfahrer
- Volusenus Quadratus, Gaius, römischer Ritter
- Volusianus, Bischof von Tours, Heiliger
- Volusianus († 253), Mitkaiser von Trebonianus Gallus
- Volusianus von Trier, Bischof von Trier
- Volusius Maecianus, Lucius, römischer Jurist
- Volusius Saturninus, Lucius († 20), römischer Suffektkonsul im Jahr 12 v. Chr.
- Volusius Saturninus, Lucius (38 v. Chr.–56), römischer Suffektkonsul im Jahr 8
- Volusius Saturninus, Lucius, römischer Senator und Pontifex
- Volusius Saturninus, Lucius, römischer Senator und Konsul
- Volusius Saturninus, Quintus, römischer Senator und Präfekt
- Volusius Saturninus, Quintus (Konsul 56), römischer Senator und Konsul
- Volusius Saturninus, Quintus (Konsul 92), römischer Senator und Konsul
- Volusius, Adolph Gottfried (1617–1679), Mainzer Weihbischof

### Volv
- Volvinius, italienischer Goldschmied
- Volvoreanu, Dumitru (* 1898), rumänischer Rugbyspieler

### Volw
- Volwahsen, Herbert (1906–1988), deutscher Bildhauer und Hochschullehrer
- Volwiler, Ernest H. (1893–1992), US-amerikanischer Pharmakologe

### Volx
- Volxem, Florian van (* 1973), deutscher Musiker und Komponist
- Volxem, Otto van (1913–1994), deutscher Weingutsbesitzer und Politiker (CDU), MdL, Minister, Landtagspräsident
- Volxem, Susanne Van (* 1965), deutsche Lektorin, Übersetzerin, Roman- und Sachbuchautorin

### Voly
- Volynets, Katie (* 2001), US-amerikanische Tennisspielerin

### Volz
- Volz, Alexander (* 1971), deutscher Publizist und Kommunikationsstratege
- Volz, Amalie (1878–1962), Gründerin der ersten evangelischen Mütterschule Württembergs
- Volz, Andreas (* 1971), deutscher Musiker, Sänger, Songwriter christlicher Popmusik und Grundschullehrer
- Volz, August (1851–1926), deutscher Bildhauer
- Völz, Benjamin (* 1960), deutscher Schauspieler und SynchronsprecherBenjamin Völz (* 1960)

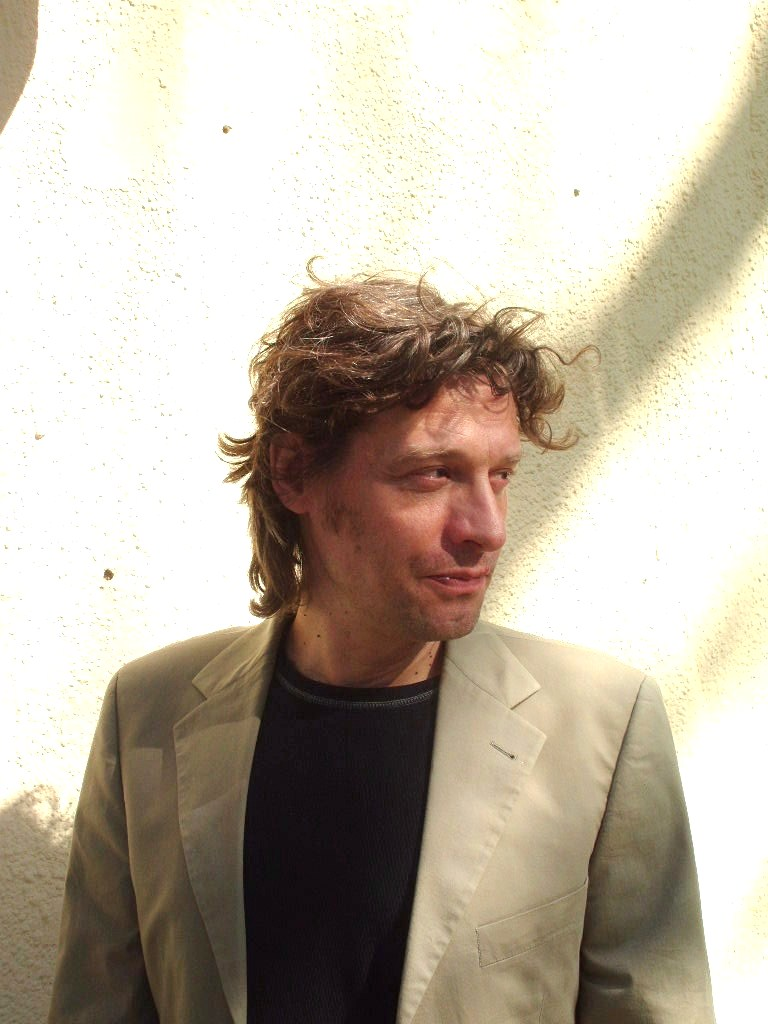
Benjamin Völz (* 1960)

- Volz, Berthold (1839–1899), deutscher Autor
- Volz, Cora (* 1966), deutsche Bildhauerin
- Völz, Daniel (* 1985), deutscher Fernsehdarsteller und Synchronsprecher
- Volz, Dietrich (1909–1996), deutscher Jurist und Präsident des Landgerichts Wiesbaden
- Volz, Eric (* 1979), US-amerikanischer Staatsbürger, der in Nicaragua wegen Vergewaltigung und Mord verurteilt wurde
- Volz, Erwin (* 1949), deutscher Politiker (SPD), MdL
- Volz, Eugen (1932–2019), deutscher Jurist und Politiker (CDU), MdL
- Volz, Friedrich (1944–1988), deutscher Politiker (CDU), MdL
- Volz, Gerd (1944–2010), deutscher Ringer
- Volz, Gustav Berthold (1871–1938), deutscher Historiker
- Volz, Hans (1904–1978), deutscher Historiker, Herausgeber und NS-Propagandist
- Volz, Heiko (* 1961), deutscher Autor und Synchronsprecher
- Volz, Heinrich (1791–1879), deutscher Landwirtschaftslehrer und ehemaliger Direktor der Landwirtschaftlichen Akademie Hohenheim
- Volz, Herbert (* 1944), deutscher Bildhauer
- Volz, Hermann, deutscher Gewichtheber
- Volz, Hermann (1814–1894), deutscher Porträt- und Genremaler
- Volz, Hermann (1847–1941), deutscher Bildhauer
- Völz, Horst (* 1930), deutscher Physiker und InformationswissenschaftlerHorst Völz (* 1930)

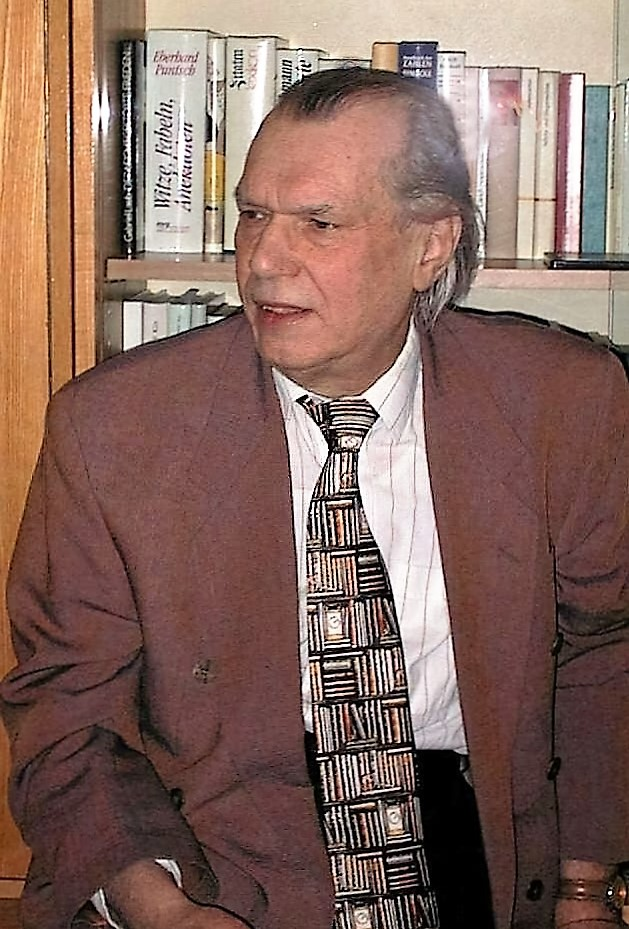
Horst Völz (* 1930)

- Volz, Jean-Jacques (1928–2020), Schweizer Grafiker
- Volz, Jochen (* 1971), deutscher Kunsthistoriker und Ausstellungskurator
- Völz, Johannes (* 1977), deutscher Amerikanist
- Volz, Karl-Reinhard (* 1947), deutscher Forstwissenschaftler, Forstpraktiker und Hochschullehrer
- Volz, Karlheinz (* 1947), deutscher Fußballspieler
- Volz, Kerstin (* 1971), deutsche Physikerin und Hochschullehrerin
- Volz, Lenore (1913–2009), deutsche Theologin und Pfarrerin
- Volz, Lorenz (1893–1993), deutscher Verwaltungsjurist
- Volz, Ludwig (1934–2011), deutscher Theologe, Religionspädagoge und bibeltheologischer Autor
- Völz, Maren (* 1999), deutsche Ruderin
- Volz, Matthias (1910–2004), deutscher Gerätturner und Olympiasieger
- Volz, Moritz (* 1983), deutscher Fußballspieler
- Volz, Nedra (1908–2003), US-amerikanische SchauspielerinNedra Volz (1908–2003)

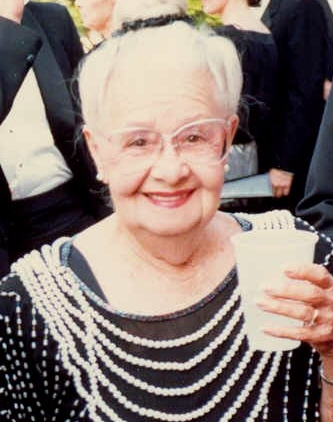
Nedra Volz (1908–2003)

- Volz, Patrick (* 1999), deutscher Handballspieler
- Volz, Paul (1480–1544), Humanist und Theologe
- Volz, Paul (1871–1941), deutscher Theologe und Alttestamentler
- Völz, Rebecca (* 1957), deutsche Schauspielerin und Synchronsprecherin
- Volz, Robert (1887–1958), deutscher Schriftsteller, Filmemacher und Dramaturg
- Völz, Roswitha (* 1934), deutsche Schauspielerin, Balletttänzerin und Synchronsprecherin
- Volz, Rudolf (* 1956), deutscher Mathematiker und Autor für Musiktheater
- Volz, Sabine (* 1990), deutsche Kanutin
- Volz, Udo (* 1964), deutscher Diplomat
- Volz, Verena (* 1981), deutsche Fußballtorhüterin
- Volz, Walter (1875–1907), Schweizer Zoologe und Geologe
- Volz, Wilhelm (1855–1901), deutscher Maler zwischen Historismus und Jugendstil
- Volz, Wilhelm (1870–1958), deutscher Geograph und Geologe
- Volz, Wilhelm Ludwig (1799–1855), Großherzoglich badischer Offizier und Hochschullehrer; Professor in Tübingen
- Völz, Wolfgang (1930–2018), deutscher Schauspieler und SynchronsprecherWolfgang Völz (1930–2018)

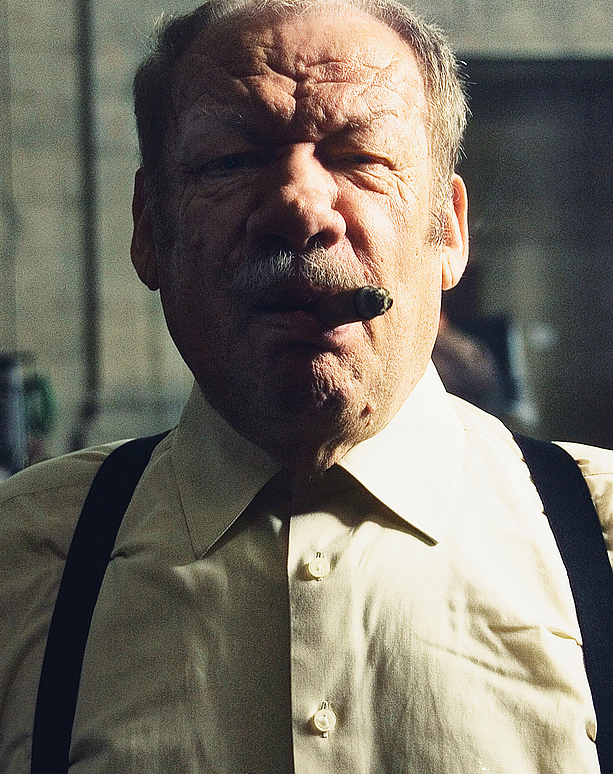
Wolfgang Völz (1930–2018)

- Volz, Wolfgang (* 1948), deutscher Fotograf
- Völz-Mammarella, Dörte (* 1943), deutsche Filmeditorin
- Volzer, Stefan (* 2000), deutscher Leichtathlet
- Völzing, Otto (1910–2001), deutscher Geologe und Archäologe
- Völzke, Hendrik (* 1975), deutscher Fußballspieler
- Völzke, Tim (* 1989), deutscher Handballspieler und -trainer
- Völzmann-Stickelbrock, Barbara (* 1965), deutsche Juristin und Rechtswissenschaftlerin
- Völzow, Sebastian (* 1983), deutscher Fußballspieler